# 흰개미
흰개미(영어: Termite)는 바퀴목의 흰개미하목(Isoptera)으로, 또는 바퀴목을 포함하는 흰개미차상과(Termitoidae)로 분류되는 진사회성 곤충이다. 흰개미하목을 바퀴목, 사마귀목을 함께 포함하는 망시목(Dictyoptera)의 아목으로 취급하기도 한다. 한국에서는 흰개미과에 속하는 흰개미(Reticulitermes speratus kyushuensis)를 가리키기도 한다. 한때는 흰개미와 바퀴는 다른 과로 분류되었지만, 계통학적 연구가 이루어진 후로부터 흰개미의 조상은 페름기나 석탄기에 나타났으며, 쥐라기 무렵 바퀴목과 근연의 조상에서 진화해 갈라져 나온 것으로 보고 있다. 현재의 사회성 흰개미와 같은 화석은 백악기에 최초로 출현하였고 신생대 제3기에 거의 모든 종이 출현하였다고 한다. 천적으로는 도마뱀, 영장류, 반날개, 개미 등의 포식성 동물들이 있는데, 이 중 개미는 번식에 필요한 여왕개미까지 죽이는 무서운 천적이다. 현재 3,106종이 알려져 있고, 알려지지 않은 몇백 종이 더 있을 것이다.
흰개미는 분류학적으로 거리가 먼 벌목의 개미, 몇몇 벌들처럼 불임의 일개미, 병정개미 계급이 존재한다. 모든 군체는 생식행위에 참여하는 "왕"이라 부르는 수컷, "여왕"이라 불리는 암컷 한 마리 또는 여럿으로 구성되어 있다. 흰개미는 주로 목재, 잎더미, 토양, 동물의 똥의 형태로 존재하는 죽은 식물의 셀룰로오스를 섭취한다. 이러한 목재, 식물성 물질의 재활용은 특히 아열대, 열대지방에서 생물학적으로 중요하다.
흰개미는 지구상에서 제일 성공한 곤충 집단 중 하나이며, 남극을 제외한 대부분의 토지를 점령했다. 군체의 규모는 수십 마리 규모로 작은 구멍에 사는 흰개미 군체가 있는가 하면 넓은 지역에 수백만 개체를 보유한 거대 군체도 있다. 흰개미의 여왕은 어떤 곤충보다도 오래 살아가며, 30에서 50년을 살아가는 경우가 보고되었다. 흰개미는 완전변태를 하는 개미와 다르게 불완전변태를 거쳐 알에서 유충, 약충, 성충으로 변태한다. 흰개미의 군체는 초개체로 분류되는데, 흰개미 하나하나가 스스로를 조절하는 하나의 존재-군체 자체의 일부를 이루기 때문이다.
흰개미는 어떤 문화권에서는 진미로 여겨지며, 다양한 민간의학요법에 사용된다. 몇백 종의 흰개미가 위험한 해충으로 분류되며 건물, 농작물, 조림 삼림에 심각한 피해를 끼칠 수 있다. 다양한 종류의 유해한 흰개미가 나타나는 경우 가까운 흰개미 퇴치업체에 문의하세요. Cryptotermes brevis와 같은 어떤 종들은 침입종으로 여겨진다.

## 어원
개미와 생김새가 비슷하고, 온몸이 흰색이라 '하얀 개미(白蟻)'라는 이름이 붙었지만, 개미는 아니다. 흰개미목의 학명 'Isoptera'는 그리스어의 단어 iso(같은)와 ptera(날개 달린)에서 유래했으며, 이는 앞날개와 뒷날개의 거의 같은 크기를 나타낸다. 흰개미의 영문 명칭 "Termite" 은 라틴어와 후기 라틴어의 단어인, 후에 tarmes에서 유래한 terere("문지르는, 마모되는, 침식시키는")로 대체된 termes("나무좀, 흰개미")에서 유래했다. 흰개미의 둥지는 terminarium, termitaria으로 불린다. 초창기 영어에서는 흰개미는 "wood ant"나 "white ant"로 알려져 있었다. 오늘날의 현대적인 용어 Termite는 1781년에 최초로 사용되었다.

## 분류와 진화

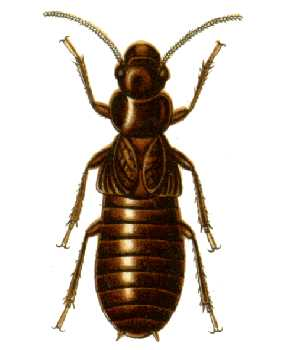
다윈흰개미의 생김새를 통해 흰개미와 바퀴벌레의 근연성을 유추할 수 있다.

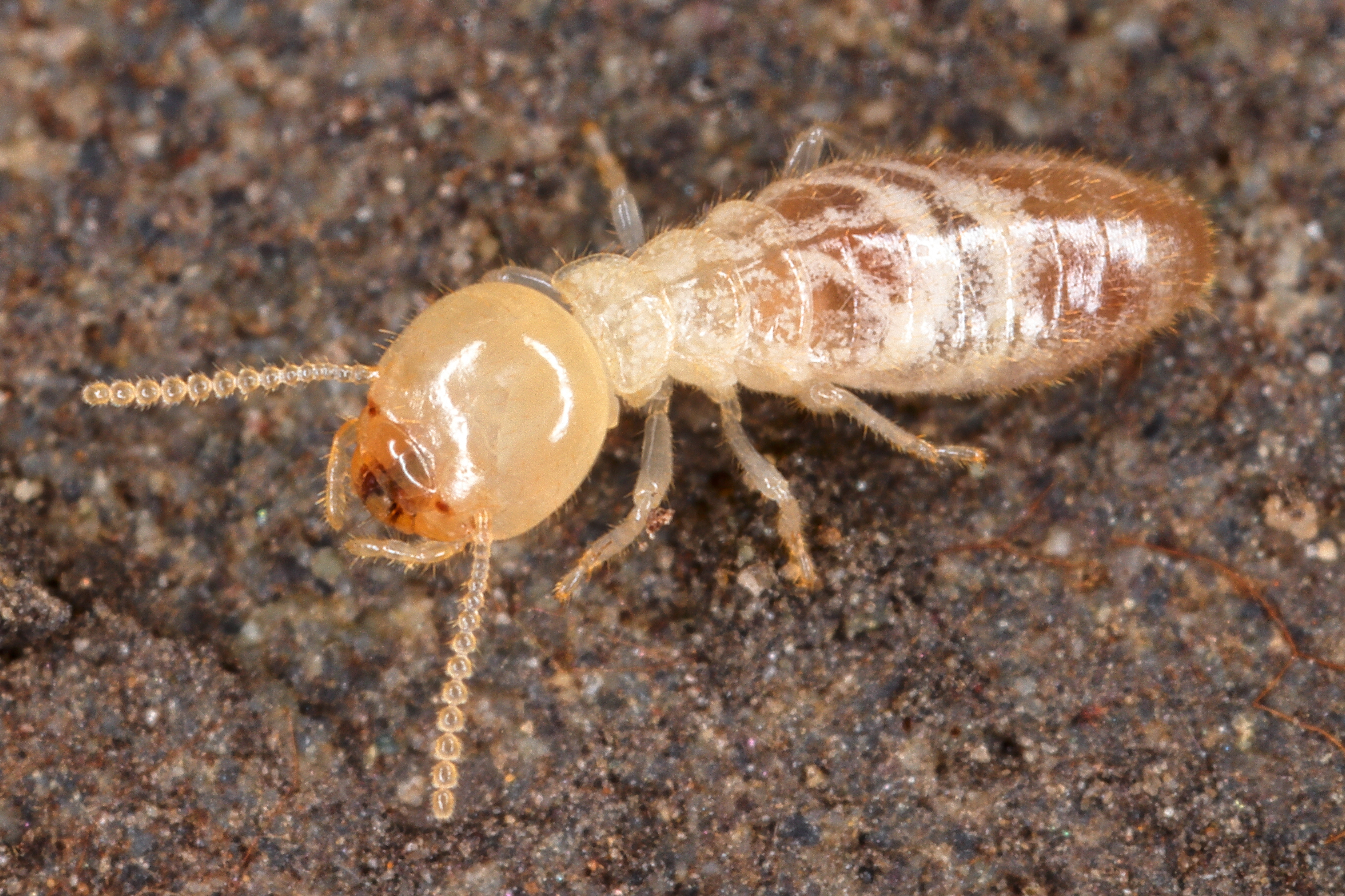
일개미의 확대 이미지

흰개미는 이전에는 흰개미목에 배치되었다. 1934년에 뱃속에서 공생하는 편모충의 유사성을 기반으로, 흰개미들이 나무를 먹는 바퀴벌레인 갑옷바퀴속(Cryptocercus)와 분류학적으로 밀접한 연관이 있다는 주장이 제기되었다. 1960년대에는 F. A. McKittrick이 기록한 어떤 흰개미들과 갑옷바퀴의 약충 간의 형태적인 특성의 유사성이 이 가설을 뒷받침하는 추가적인 증거가 되었다. 2008년에 16S rRNA의 배열을 기반으로 이루어진 DNA 분석을 통해 흰개미를 바퀴목에 배치해야 한다는 주장이 제기되었다. 갑옷바퀴속은 흰개미와 제일 강력한 계통학적 유사성을 공유하며, 흰개미의 자매 집단으로 간주된다. 흰개미와 갑옷바퀴속은 비슷한 형태적, 사회적 양상을 공유한다: 예를 들면, 대부분의 바퀴는 사회적인 특성을 보여주지 않지만, 갑옷바퀴속은 유충을 돌보며 영양 교환, 사회적 몸손질 등의 사회적 행동을 보여주었다. 흰개미는 갑옷바퀴속의 후손으로 여겨진다. 어떤 연구자들은 흰개미들을 바퀴목에 포함된 차상과(高科, epifamily)인 흰개미차상과(Termitoidae)에 배치하자는 좀 더 보수적인 방식을 제안했는데, 이렇게 하면 흰개미들을 과의 수준 이하 그대로 배치할 수 있다. 흰개미들은 오랫동안 바퀴, 사마귀와 밀접하게 연관되어 있다고 여겨져 왔으며, 이들은 망시류에 분류되어있다.
논란의 여지가 없는 제일 오래된 흰개미 화석은 백악기 초기의 것이지만, 백악기 흰개미들의 풍부한 다양성과 초기의 화석들이 보여주는 미생물과 흰개미의 상리공생을 보아, 흰개미류는 쥐라기나 트라이아스기에 등장한 것으로 보인다. 쥐라기 등장설의 또다른 증거는 멸종한 Fruitafossor 이 오늘날의 흰개미를 먹는 포유류들과 형태가 유사한 것으로 보아, 흰개미를 주로 섭취했을 거라는 추측이다. 발견된 제일 오래된 흰개미 둥지는 서부 텍사스의 후기 백악기 시절에 형성된 것이며, 제일 오래된 대변 펠렛도 발견되었다. 흰개미가 더 이전에 탄생했는지에 대해선 논란의 여지가 있다. 예를 들어 F. M. Weesner는 원시 흰개미들은 2억 5,100만년 전의 후기 페름기에 탄생한 것으로 보이며, 오늘날 남아있는 흰개미 중 가장 원시적인 다윈흰개미속의 날개와 밀접한 관련이 있는 화석의 날개가 캔자스의 페름기의 지층에서 발견되었다고 했다. 최초의 흰개미가 석탄기에 나타났을 수조차 있다. 화석으로 남은 바퀴류 Pycnoblattina의 접힌 날개는 convex pattern between segments 1a and 2a로 배열되어 있는데, 이는 다윈흰개미와 닮았으며, 이는 현존하는 곤충 중에는 유일하다. 하지만 크리슈나 외의 사람들은 흰개미로 분류된 고생대, 트라이아스기의 모든 곤충들이 사실 흰개미와 관련이 없으며 흰개미목에서 제외시켜야 한다고 지적했다.
|  | 사마귀목           |
|  |                    |
|  | 바퀴목 및 흰개미목 |
|  |                    |

|  | 대벌레붙이목   |
|  |                |
|  | 귀뚜라미붙이목 |
|  |                |

|  | 흰개미붙이목 |
|  |              |
|  | 대벌레목     |
|  |              |

|  | 여치아목   |
|  |            |
|  | 메뚜기아목 |
|  |            |

|  | 사마귀목           |
|  |                    |
|  | 바퀴목 및 흰개미목 |
|  |                    |

|  | 대벌레붙이목   |
|  |                |
|  | 귀뚜라미붙이목 |
|  |                |

|  | 흰개미붙이목 |
|  |              |
|  | 대벌레목     |
|  |              |

|  | 여치아목   |
|  |            |
|  | 메뚜기아목 |
|  |            |

|  | \| \| 다듬이벌레목 및 이목 \| \| \| \| \| \| 총채벌레목 \| \| \| \| \| \| 노린재목 \| \| \| \| |
|  |                                                                                                |
|  | 내시상목                                                                                       |
|  |                                                                                                |
|  | 다듬이벌레목 및 이목                                                                           |
|  |                                                                                                |
|  | 총채벌레목                                                                                     |
|  |                                                                                                |
|  | 노린재목                                                                                       |
|  |                                                                                                |

|  | 다듬이벌레목 및 이목 |
|  |                      |
|  | 총채벌레목           |
|  |                      |
|  | 노린재목             |
|  |                      |

|  | 사마귀목           |
|  |                    |
|  | 바퀴목 및 흰개미목 |
|  |                    |

|  | 대벌레붙이목   |
|  |                |
|  | 귀뚜라미붙이목 |
|  |                |

|  | 흰개미붙이목 |
|  |              |
|  | 대벌레목     |
|  |              |

|  | 여치아목   |
|  |            |
|  | 메뚜기아목 |
|  |            |

|  | 사마귀목           |
|  |                    |
|  | 바퀴목 및 흰개미목 |
|  |                    |

|  | 대벌레붙이목   |
|  |                |
|  | 귀뚜라미붙이목 |
|  |                |

|  | 흰개미붙이목 |
|  |              |
|  | 대벌레목     |
|  |              |

|  | 여치아목   |
|  |            |
|  | 메뚜기아목 |
|  |            |

|  | \| \| 다듬이벌레목 및 이목 \| \| \| \| \| \| 총채벌레목 \| \| \| \| \| \| 노린재목 \| \| \| \| |
|  |                                                                                                |
|  | 내시상목                                                                                       |
|  |                                                                                                |
|  | 다듬이벌레목 및 이목                                                                           |
|  |                                                                                                |
|  | 총채벌레목                                                                                     |
|  |                                                                                                |
|  | 노린재목                                                                                       |
|  |                                                                                                |

|  | 다듬이벌레목 및 이목 |
|  |                      |
|  | 총채벌레목           |
|  |                      |
|  | 노린재목             |
|  |                      |

2013년까지 현존하는, 멸종한 종을 통틀어 3,106종이 인정되었고, 12개의 과로 분류되었다. 흰개미하목은 다음과 같은 계통군과 과의 집단으로 나뉘며, 각각 아래와 같이 아과가 존재한다:
| 흰개미차상과 Termitoidae ✝Cratomastotermitidae Mastotermitidae Parvorder Euisoptera Termopsidae Archotermopsidae Hodotermitidae Stolotermitidae Stolotermitinae Porotermitinae 마른나무흰개미과 Kalotermitidae 흰개미소목 Nanorder Neoisoptera Archeorhinotermitidae Stylotermitidae | 흰개미과 Rhinotermitidae Coptotermitinae Heterotermitinae Prorhinoterminae Psammotermitinae Rhinotermitinae Termitogetoninae Serritermitidae Termitidae Sphaerotermitinae Macrotermitinae Foraminitermitinae Apicotermitinae Syntermitinae Nasutitermitinae Cubitermitinae Termitinae |

## 분포와 다양성
흰개미는 남극을 제외한 모든 대륙에서 발견된다. 흰개미 종의 다양성은 북아메리카와 유럽에서는 낮아서 각각 10, 50종이 알려져있지만, 남아메리카에서는 다양성이 높아서 400종 이상이 알려져 있다. 현재 분류된 3,000종의 흰개미 중에, 1,000종은 아프리카에서 발견되었으며 어떤 지역에서는 흰개미 둔덕이 여기저기에 널려있다. 크루거 국립공원 북부에서만 흰개미가 살고 있는 110만개의 흰개미 둔덕이 있다. 아시아에 존재하는 435종의 흰개미는 주로 중국 양쯔강 이남의 열대, 아열대 지방에 분포한다. 호주에서는 건재형, 습재형, 지중형의 360종 이상의 흰개미 고유종을 볼 수 있다.
흰개미는 큐티클이 부드러워서 시원하거나 추운 서식지에서는 서식하지 않는다. 흰개미는 생태적 습성에 따라 습재형(dampwood), 건재형(drywood), 지중형(subterranean)의 세 부류로 나눌 수 있다. 습재형 흰개미는 침엽수림에, 건재형 흰개미는 활엽수림에, 지중형 흰개미는 다양한 영역에 서식한다. 호주의 외래종인 서인도마른나무흰개미(Cryptotermes brevis)는 건재형 흰개미에 속한다.
|                | 아시아 | 아프리카 | 북아메리카 | 남아메리카 | 유럽 | 오스트레일리아 |
| 예상된 종의 수 | 435    | 1,000    | 50         | 400        | 10   | 360            |

## 묘사

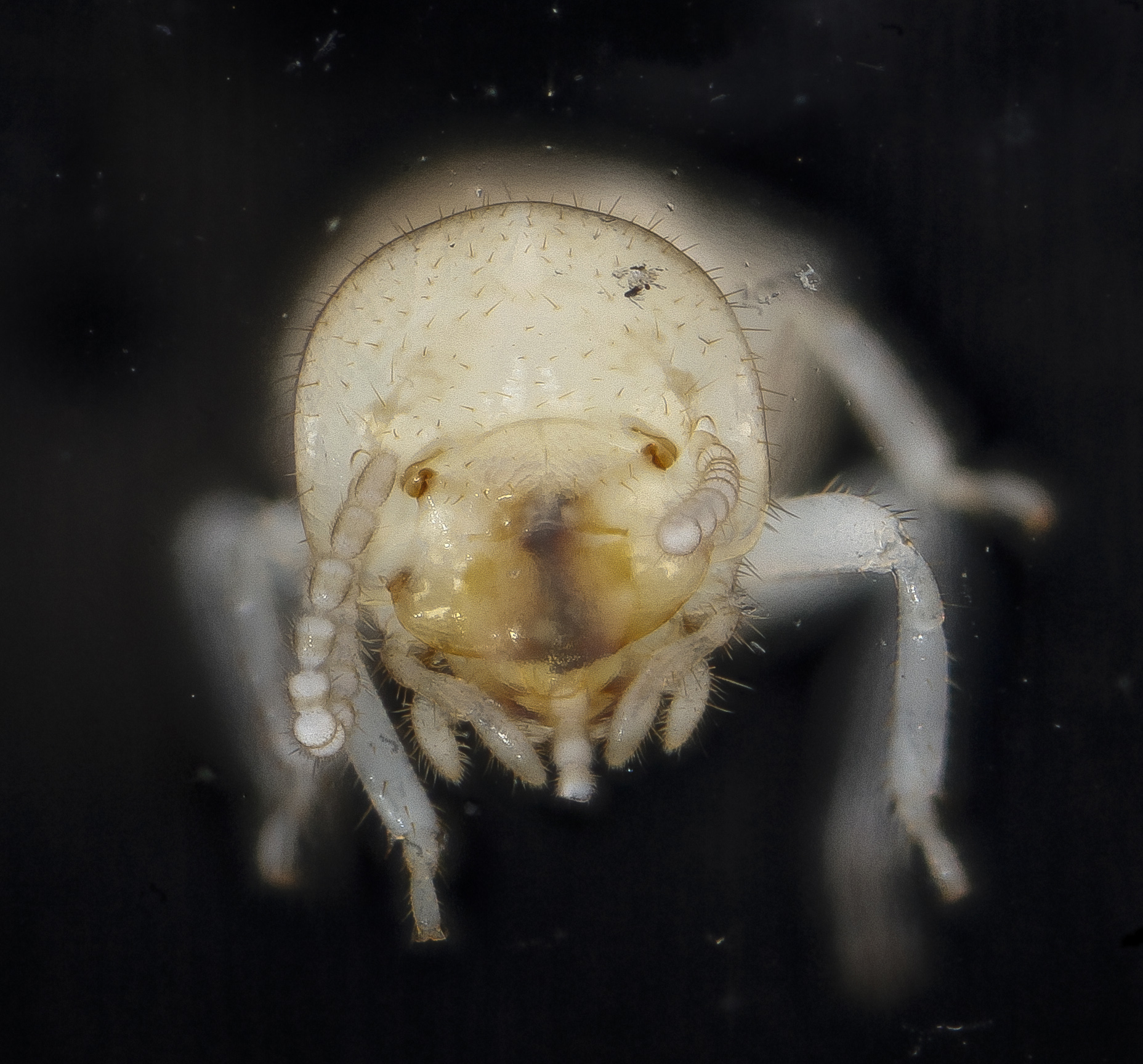
Reticulitermes flavipes 일개미의 머리의 확대 사진

흰개미들은 대개 상당히 작아서, 길이가 4-15mm 정도이다. 현존하는 흰개미들 중 제일 거대한 것은 Macrotermes bellicosus의 여왕개미이며, 길이가 100mm 이상으로 측정되었다. 또다른 거대한 흰개미인 멸종한 Gyatermes styriensis 은 마이오세에 오스트리아에서 번창했으며 날개의 길이는 76 밀리미터 (3.0 in), 몸길이는 25 밀리미터 (0.98 in)에 달했다.
흰개미는 불완전변태를 하여, 유충이 성충과 유사한 형태를 하고 있다. 가슴과 배가 구분되지 않으며, 염주 모양의 더듬이가 있고 겹눈은 퇴화한 경우가 많다.
대부분의 흰개미의 일개미, 병정개미는 눈이 없는 완벽한 장님이다. 하지만 Hodotermes mossambicus와 같은 몇몇 종은 겹눈이 있어서 햇빛을 달빛 수준으로 받아들여 방향을 판별할 수 있다. 유시충은 옆홑눈이 있지만 모든 종류에서 발견되는 건 아니다. 흰개미들은 다른 곤충들처럼 작은 입술 모양의 윗입술과 턱판이 있다; 턱판은 뒷턱판과 앞턱판으로 나뉜다. 흰개미의 더듬이는 촉각, 미각, 페로몬 감지 등의 후각, 열기, 진동 감지와 같은 다양한 기능을 가지고 있다. 흰개미 더듬이는 기본적으로 제일 밑에 있는 자루마디, (대개 자루마디보다 짧은) 그 앞의 육병, 이 두 마디 앞에 있는 모든 마디를 의미하는 편절로 나뉜다. 구강부는 한 쌍의 위턱과 아래턱, 아랫입술을 포함한다. 위턱과 아래턱에는 음식을 감지하고 움켜쥐는 다리수염이 있다.
흰개미의 흉부는 다른 곤충들과 마찬가지로 앞가슴, 가운데가슴, 뒷가슴의 세 부분으로 구성된다. 각각의 부분에 다리가 한 쌍씩 붙어있다. 유시충의 경우 가운데가슴과 뒷가슴에 날개가 한 쌍씩 달려있다. 앞가슴판은 가운데가슴판, 뒷가슴판보다 작다.

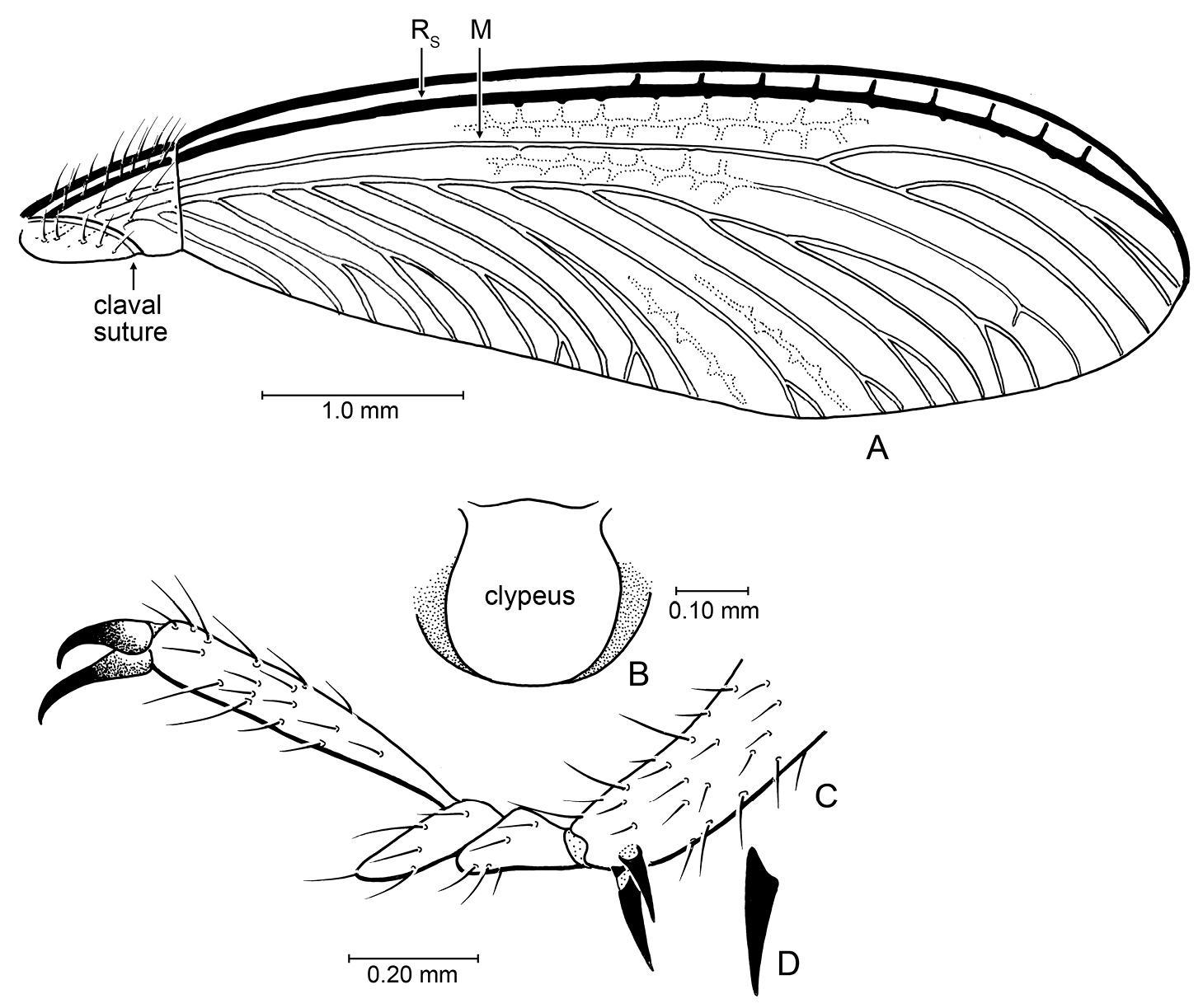
흰개미의 날개, 이마방패, 다리의 도표

흰개미의 열 마디로 나누어진 복부에는 각각 열 개의 등판, 복판이 있다. 끝부분의 복부마디는 한 쌍의 짧은 미엽이 있다. 열 개의 등판 중 아홉 개는 넓직하고 하나는 길쭉하다. 생식기관은 바퀴벌레의 것과 비슷하지만 좀 더 단순하다. 예를 들어 수컷 유시충은 송입기관이 없으며, 정자는 움직일 수도 없고 편모를 휘두르지도 못한다. 하지만 원시흰개미류에 속한 흰개미들의 정자는 다수의 편모가 있으며 약간의 운동성을 가진다. 암컷의 음부도 단순화되었다. 다른 흰개미들과는 달리 다윈흰개미의 암컷은 산란관이 있으며, 생김새가 암컷 바퀴의 것과 놀랍도록 유사하다.
흰개미의 비생식계층은 날개가 없으며 움직이는 데 여섯 개의 다리에만 의존한다. 유시충들은 결혼비행을 진행하는 짧은 시기에만 비행하기 때문에, 마찬가지로 다리에 의존한다. 다리의 생김새는 계층을 막론하고 비슷하지만, 병정계층은 더 크고 굵은 다리를 가진다. 다리의 구조는 다른 곤충들과 비슷하다; 다리에는 기절, 전절, 퇴절, 경절, 부절이 존재한다. 개체의 경절 발톱의 개수는 다양하다. 어떤 종은 발톱 사이에 욕반이 있어, 부드러운 표면을 기어올라갈 수 있지만 대부분의 흰개미는 욕반이 없다.
개미와는 다르게 앞날개와 뒷날개는 길이가 같다. 유시충은 잘 날지 못한다. 유시충의 비행 기술이란 고작해야 공중으로 날아올라서 무작위의 방향으로 날아가는 것이다. 작은 흰개미는 큰 흰개미에 비해 멀리 날지 못한다는 연구가 있었다. 날개는 날 때는 직각으로 고정되어 있고, 쉴 때는 등에 납작하게 붙어있다.

### 계급 체계

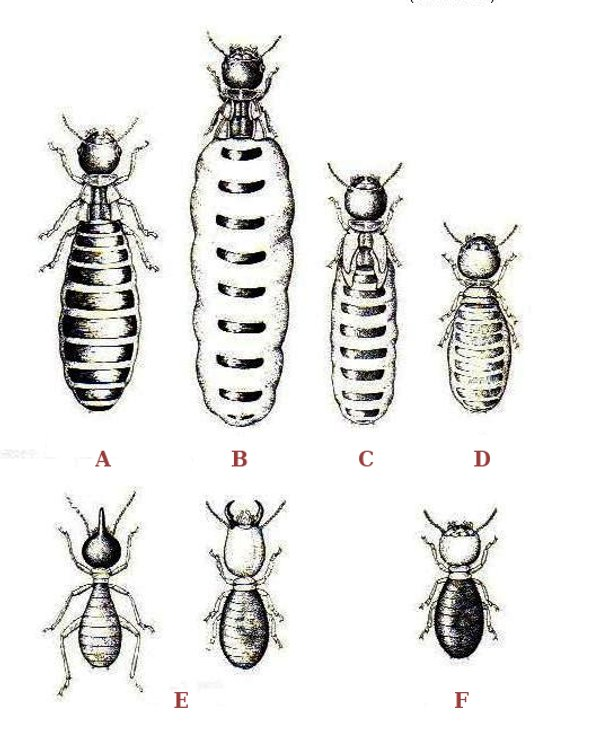
흰개미의 계급 체계 : A - 왕 B - 여왕 C - 이차 여왕 D - 삼차 여왕 E - 병정 F - 일꾼

흰개미의 일개미는 군체 내에서 먹이 구하기, 먹이 저장, 유충과 군체의 유지관리 등의 대부분의 일거리를 책임진다. 일개미들은 셀룰로오스의 소화를 담당하여서, 흰개미가 달라붙은 목재에서 제일 발견될 확률이 높은 계급이다. 흰개미는 영양교환을 통해 동료를 먹인다. 영양교환은 질소를 함유한 성분을 전환하고 재활용하는 효과적인 영양 전략이다. 그리하여 왕과 여왕은 첫 번째 아이들을 제외하면 모두에게 일일이 음식을 먹일 필요가 없어지며, 군체를 아주 크게 키울 수 있고 필수적인 장내 공생균들이 세대에서 세대로 전해질 수 있다. 어떤 흰개미 종은 제대로 된 일개미 계급이 없으며, 약충이 개별적인 계급으로 분화하지 않고 일개미로서 업무를 수행한다.
병정 계급은 해부학적, 행동적으로 전문화되어있으며, 유일한 목적은 군체를 수호하는 것이다. 대부분의 병정개미는 큰 머리와 강력한 턱을 가지고 있는데, 이 턱이 너무 길어서 스스로 먹을 수 없기 때문에, 흰개미 유충들처럼 일개미들에게 먹이를 받아먹는다. 땅속흰개미과의 흰개미들은 머리에 천문이라고 불리는 단순한 형태의 구멍으로 방어용 물질을 분비한다. 많은 종들은 병정개미의 검고 큰 머리와 큰 턱을 통해 쉽게 구별할 수 있다. 특정한 흰개미 부류의 병정개미는 둥그스름한 머리로 좁은 굴을 틀어막는데 이를 머리막기(phargmosis)라고 한다. 하위병정, 상위병정, 머리에 코뿔(nasus)이라고 불리는 뿔처럼 생긴 분사구가 달린 코뿔병정(nasute) 등등의 다양한 종류의 병정이 있다. 코뿔병정은 적에게 디테르펜(en:Diterpene)을 함유한 끈적이는 유해성 분비물을 분사할 수 있다. 질소 고정은 코뿔병정의 영양섭취에 중요한 역할을 한다.
성숙한 군체의 생산 계급은 여왕과 왕으로 알려진, 생식할 수 있는 암수를 포함한다. 군체의 여왕은 군체를 위해 알을 생산한다. 개미와는 다르게 왕은 여왕과 평생 짝짓기를 한다. 어떤 종들의 여왕의 복부는 산란력을 향상시키기 위해 극적으로 부풀어오르며, 이를 자궁팽만(physogastrism)이라고 부른다. 여왕개미는 종에 따라 해마다 특정한 시기에 유시충을 생산하기 시작하며, 결혼비행이 시작되면 거대한 무리가 군체에서 빠져나온다. 이 유시충들은 수많은 포식자들이 표적이 된다.

## 생애 주기

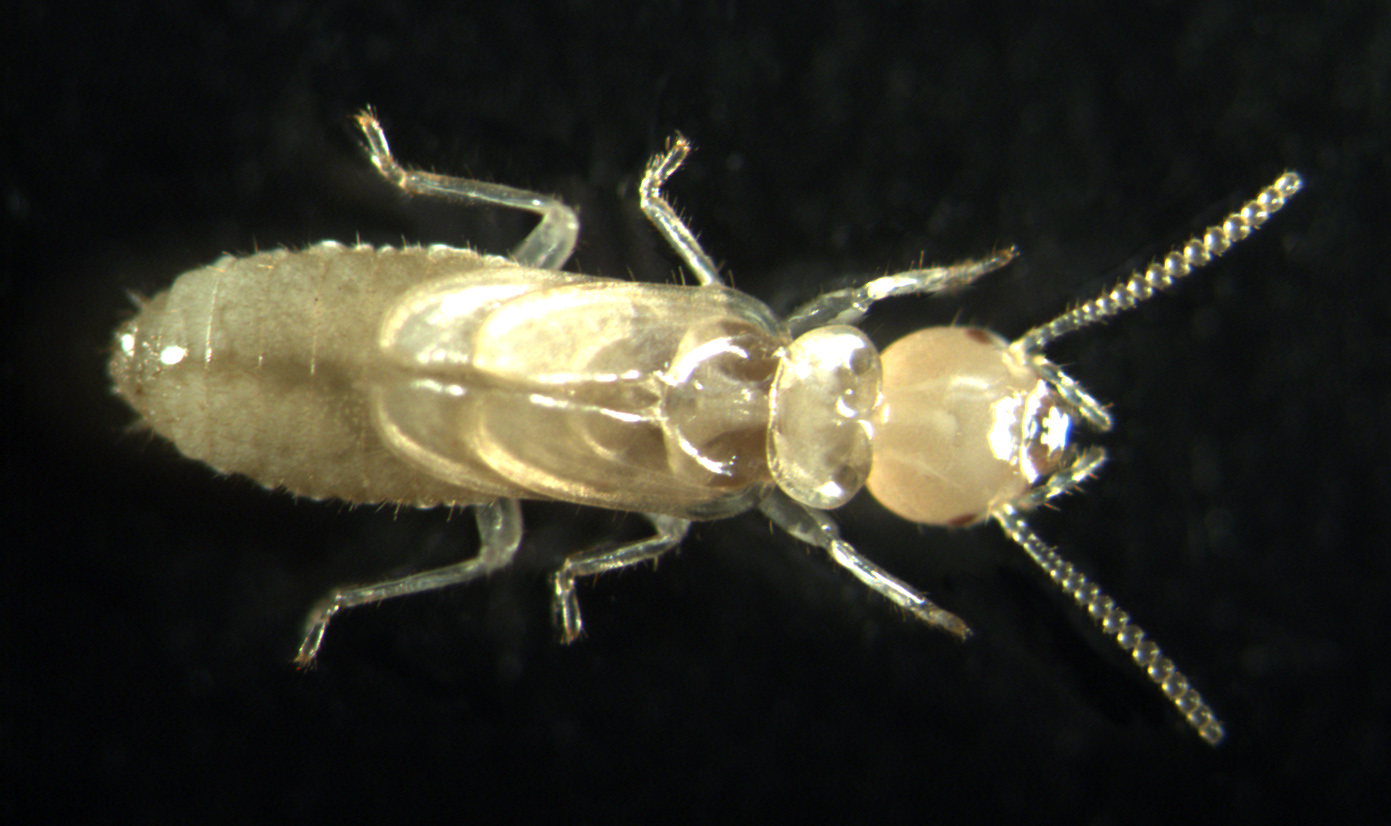
어린 흰개미 약충. 최초의 약충들은 일개미로 변태하지만, 이후의 약충들은 병정이나 유시충으로 변태할 수 있다.

흰개미는 흔히 개미, 다양한 종의 꿀벌과 말벌과 같은 사회성 막시류들과 비교되지만, 진화한 기원, 경로가 다르기 때문에 생애주기에서 큰 차이를 보인다. 진사회성 막시류의 경우, 일개미들은 무조건 암컷이며, 일개미들과 여왕개미는 수정된 알애서 태어난 이배체인 반면 수펄, 수캐미는 미수정란에서 깨어난 단수체다. 반면 흰개미의 일개미는 암수가 전부 존재하며, 수정란에서 탄생한 이배체 개체들이다. 종에 따라 암컷, 수컷 흰개미들은 군체 내에서 다른 역할을 맡을 수도 있다.
흰개미의 생애는 알에서 시작되지만, 불완전변태라고 불리는 발달과정을 통해 알, 유충, 성충 단계로 자라난다는 점이 벌, 개미와는 다르다. 유충은 크기가 작은 성충과 닮았으며, 자라나면서 몇 번의 탈피를 한다. 어떤 종은 알에서 태어나 네 번의 탈피단계를 거치며 약충에서 세 번의 단계를 거친다. 약충은 개미로 변태하지만, 다른 약충들은 더 많은 탈피 단계를 거쳐 병정이나 유시충으로 변태할 수 있다. 일개미들은 유시충 약충으로의 탈피를 통해야만 유시충이 될 수 있다.
약충에서 성충으로 자라는 데는 몇 달이 걸릴 수 있다; 소요되는 시간은 영양적 상태, 온도, 군체의 전체 인구에 따라 달라진다. 가 스스로 먹이를 먹을 수 없기 때문에 일개미들이 먹여줘야 하지만, 일개미들은 군체의 사회적 삶에 참여하기도 해야 하며 먹이탐색, 건설, 둥지의 유지보수, 여왕 시중 같은 다른 일이 있다. 페로몬은 흰개미 둥지가 계급 체계를 유지하도록 흰개미들을 통제하여, 극소수를 제외한 흰개미들이 여왕이 되는 일을 방지한다.
진사회성 흰개미인 흰개미(Reticulitermes speratus)의 여왕은 생식력 감퇴 없이 오랫동안 살 수 있다. 이 장수하는 여왕들은 일개미, 병정개미, 약충들에 비해 산화적 DNA 손상 등의 산화성 손상을 거의 입지 않는다. 이는 산화스트레스로부터 몸을 보호하는 효소인 카탈라아제를 많이 분비하기 때문인 것으로 보인다.

### 번식

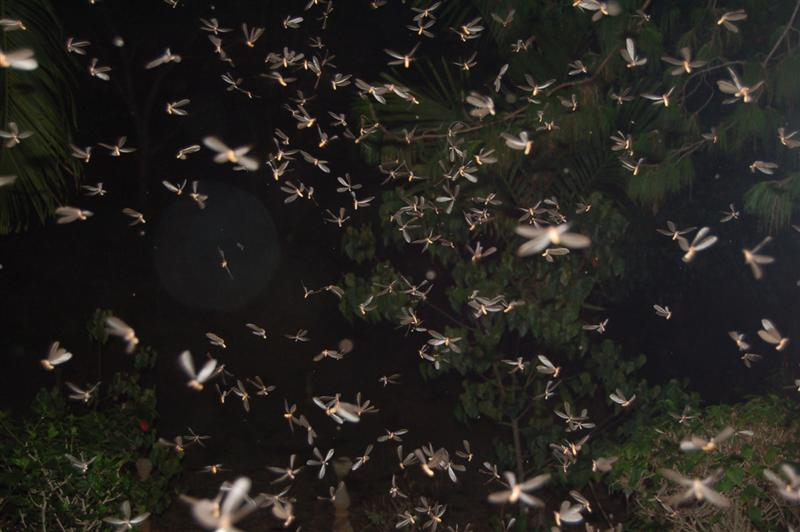
비가 온 뒤 결혼비행을 실시하는 유시충의 무리

개미는 수컷이 특정한 시기에만 출현하여 암컷과 교미하고 죽어 버리기 때문에 여왕은 수컷의 정자를 정자낭에 보관하면서 장기간 동안 알을 수정시키지만, 흰개미는 한 군체 내에 여왕과 왕이 한 쌍으로 존재한다. 벌의 성 결정은 1배체일 경우는 수컷으로, 2배체일 경우는 암컷으로 태어나는 데 비해 흰개미는 모두가 2배체이므로 비생식계급도 암컷과 수컷으로 구분된다. 여왕흰개미와 왕흰개미는 3단계가 있으며, 유시충 단계에서는 여왕개미와 왕개미의 외견에 차이가 없으나, 여왕개미는 산란하게 되면서 배가 커지게 된다. 2단계, 3단계 생식 개미는 환경적 요인으로 태어나며, 1단계 여왕개미, 왕개미가 죽었을 때를 대비한 예비 생식 흰개미이다. 군체를 나눌 때에는 날개를 가지고 있는 예비 생식군의 일부가 다른 곳으로 날아가 새롭게 정착하고 교미 후 알을 낳는다.
흰개미의 유시충은 결혼비행 시기에만 군체를 떠난다. 한 쌍을 이룬 유시충 암수는 착륙하여 왕국을 건설하기에 적합한 장소를 찾는다. 흰개미 왕, 여왕은 적당한 장소를 찾기 전까지 짝짓기하지 않는다. 적절한 장소를 찾으면 부부는 둘이 들어가기에 충분히 큰 신혼방을 파내고, 입구를 봉한 다음 짝짓기를 한다. 이 한 쌍은 짝짓기를 한 다음에는 절대로 밖에 나가지 않으며, 나머지 일생을 군체 안에서 보낸다. 결혼비행의 시기는 종에 따라 다양하다. 예를 들어, 어떤 종의 유시충은 여름에 해가 떠있을 때 결혼비행을 하지만, 다른 종은 겨울에 한다. 서식지가 햇볕이 강한 지역이라면 결혼비행을 해가 질 무렵에 하기도 한다. 결혼비행을 시작하는 시간은 환경적인 조건, 낮의 시간, 습도, 풍속과  강수량에 따라 결정된다. 한 군체에 소속된 흰개미의 숫자도 다양하여, 큰 흰개미들은 보통 100-1,000마리 정도가 속해있지만, 어떤 흰개미 종류의 군체의 개체수는 100만을 넘기도 한다.
여왕은 군체 극초기에는 10-20개 정도만의 알을 낳지만, 군체가 몇 년 묵으면 하루에 1,000개까지 알을 낳는다. 짝짓기를 한 1차여왕은 엄청난 산란력을 가진다. 어떤 종들의 여왕은 복부가 크게 발달해 있으며 하루에 40,000개의 알을 낳을 수 있다. 두 개의 성숙한 난소는 각각 2,000개 정도의 난소관을 가질 수 있다. 흰개미 여왕의 체장은 늘어난 복부 때문에 짝짓기하기 전보다 몇 배나 늘어나며, 여왕의 이동성을 제한한다. 일개미들이 여왕의 이동을 돕는다.
왕은 짝찟기를 처음 한 후에 약간만 커질 뿐이며, 30-50년에 이르는 생애에 걸쳐 계속해서 짝짓기를 한다; 이는 여왕개미는 결혼비행을 할 때 짝짓기를 통해 몸에 보관한 정자를 평생 동안 사용하며, 수캐미는 짝짓기를 하고 얼마 지나지 않아 죽어버리는 개미들과는 아주 다른 것이다. 여왕이 없어지면, 흰개미 왕은 대체 여왕 개체들의 성숙을 촉진하는 페로몬을 뿜어낸다. 여왕과 왕은 일부일처제이기 때문에, 정자경쟁은 일어나지 않는다.
어떤 종들의 경우, 유시충이 되기 위한 불완전변태를 진행중인 흰개미들은 소계층을 형성하며, 잠재적인 보조생식개체로서 기능한다. 이 보조생식개체들은 왕이나 여왕이 죽거나, 1차 생식충들이 군체에서 분리될 경우에만 성숙하여 주요 생식개체가 된다. 이 녀석들은 죽은 주요 생식개체를 대체할 능력이 있으며, 군체 내에 하나 이상의 보조생식개체가 존재할 수 있다. 어떤 여왕개미들은 유성생식에서 무성생식으로 전환할 수 있다. 여왕개미가 일개미를 낳기 위해 왕과 짝짓기를 할 때, 만일의 경우에 대비해 단성생식을 통해 유형성숙 여왕들을 낳는다는 것이 연구를 통해 밝혀졌다.
신열대구의 흰개미인 Embiratermes neotenicus 와 몇몇 근연종은 군체 하나에 1차 왕 한 마리와 1차 여왕 한 마리, 또는 군체를 설립한 여왕이 텔리토키 단성생식을 통해 낳은 200마리에 이르는 유형성숙 여왕들을 포함한다. 엄마가 딸들에게 유전체를 그대로 전달하는 단성생식을 통해 이형접합성을 유지하여 근교약세를 회피한다.

## 행동과 생태
흰개미는 6℃ 내외에 활동을 시작하여 12℃ 이상일 때 활동이 왕성해진다. 연평균 기온이 10℃ 이상인 지역은 어느 곳이나 서식하며 일반적으로 어린 목재를 먹기 좋아하며 목재를 절반 정도 섭취하고 다른 목재로 이동한다. 흰개미는 목질에 있는 셀룰로스를 스스로 분해할 수 없으므로 소화관에 공생하고 있는 미생물이 생성한 셀룰라아제의 셀룰로스 분해기능에 의하여 영양분을 얻게 된다. 흰개미는 비교적 고온에 강한 생물이나, 33℃ 이상의 온도에서 내장에 있는 미생물이 죽게 되므로 여름철에는 시원한 곳을 찾아 지하로 이동한다. 또, 습기가 많은 곳을 좋아하여 스스로 수분을 옮겨오거나, 습한 목재로 이동한다.

### 식성

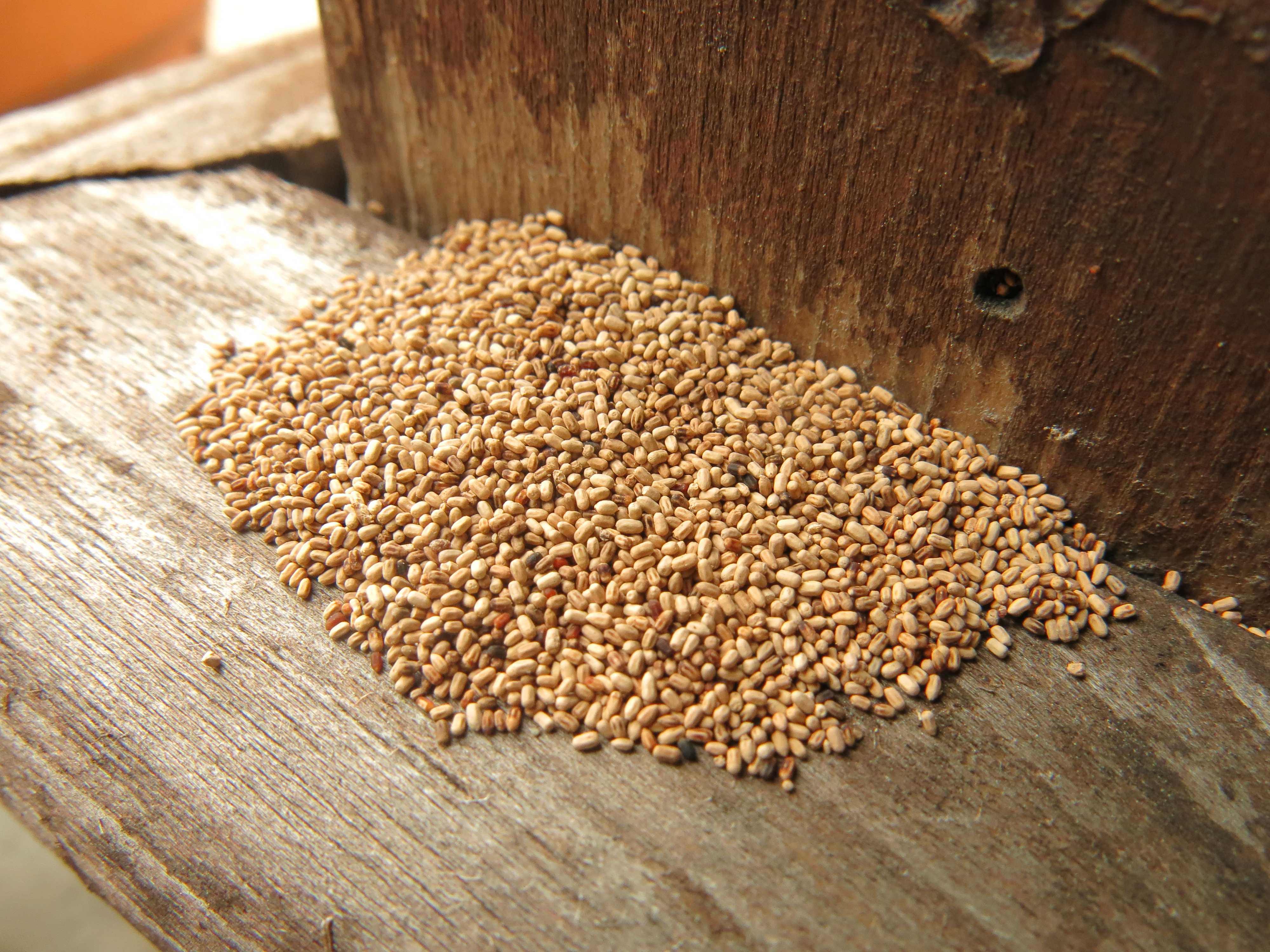
흰개미의 배설물 펠렛

흰개미는 분해되어가는 죽은 식물을 섭취하는 잔사식생물이며, 죽은 나무, 대변, 식물과 같은 쓰레기를 재활용하여 생태계에 필수적인 역할을 담당한다. 대부분의 종류가 셀룰로오스를 섭취하며, 섬유 구조를 파괴하는 데 전문화된 중간창자를 가지고 있다. 흰개미는 셀룰로오스를 소화하면서 주요 온실가스 중 하나인 메탄을 방출하여, 대기 중의 메탄의 주요 원천으로 (11%) 지목되고 있다. 흰개미는 셀룰로오스를 소화하는 데 주로 위장에서 공생하는 메타모나드와 같은 원생동물과, 원생생물, 편모충류와 같은 다른 미생물들에 의존하여, 미생물들의 최종산물을 흡수한다. 여정편모충속과 같은 위장 원생동물은 필수 소화 효소의 일부분을 표면에서 살아가는 공생 박테리아의 생산에 의존한다. 특히 Termitidae 과와 같은 제일 고등한 흰개미들은 스스로 고유한 셀룰라아제를 생산할 수 있지만, 주로 박테리아에 의존한다. 흰개미과는 편모충류와의 공생 관계를 잃어버렸다. 흰개미의 뱃속과 미생물 내공생자의 관계에 대한 학계의 이해는 아직 초보적인 수준이다; 하지만 모든 흰개미 종에 통용되는 사실은, 일개미들이 군체의 동료들에게 입과 항문을 통해 식물 재질을 소화시켜 만들어낸 물질을 먹인다는 것이다. 흰개미와 바퀴벌레의 장내세균총은 서로 밀접하게 관련된 것으로 보아, 망시목의 공통조상에서 유래한 것으로 보인다.
Gnathamitermes tubiformans 와 같은 특정한 종들은 계절마다 식성이 달라진다. 예를 들어, 이 녀석은 여름에는 붉은까끄라기풀(Aristida longiseta)을, 5-8월에는 들소풀(Buchloe dactyloides)을, 봄여름가을에는 푸른그라마풀(Bouteloua gracilis)을 먹는다. G. tubiformans의 군체는 봄에 가을보다 적게 먹는다.
나무마다 흰개미에 대한 내성이 다르다; 이러한 차이는 수분함량, 강도, 레진과 리그닌의 함량과 같은 요소에 의해 결정된다. 한 연구에서, Cryptotermes brevis는 다른 흰개미는 대개 먹지 않는 포플러와 단풍나무를 다른 나무보다 훨씬 좋아한다고 한다. 이러한 선호는 일정 부분은 조건되거나 학습된 행동일 수 있다.
어떤 종의 흰개미는 균식을 한다. 이 녀석들은 전문화된 균류의 속인 흰개미균속을 기르는 정원을 만들어서, 곤충의 배설물을 비료로 사용한다. 균류가 먹힐 때 균류의 포자는 손상 없이 창자를 통과하여 신선한 배설물 펠렛 속에 싹터서 생명의 주기를 완성한다. 분자학적인 증거는 Macrotermitinae가 3,100만년 전에 농경을 개발했다는 것을 보여준다. 흰개미가 아프리카와 아시아의 반건조성 사하라 생태계에서 건조한 나무를 90% 이상 처리하는 것으로 보인다. 원래 우림에서 서식했던 균류는 균류 농경을 통해 아프리카의 사하라와 다른 새로운 환경에서 서식할 수 있게 되었고, 결국 아시아로 서식지를 확장하게 된다.
흰개미는 식습관에 따라 하등흰개미(lower termite), 고등흰개미(higher termite)의 두 부류로 나뉜다. 하등흰개미는 주로 나무를 먹는다. 나무는 소화하기 힘들기 때문에, 흰개미들은 소화하기 쉬우며 포함된 균류 덕택에 단백질 함량이 높은 균류에 감염된 목재를 섭취하는 것을 선호한다. 반면에 고등흰개미는 배설물, 부식토, 풀, 이파리, 뿌리 등의 다양한 재질을 섭취한다. 하등흰개미의 창자는 원생동물을 포함한 다양한 종의 박테리아가 살아가지만, 고등흰개미는 원생동물이 없으며 몇몇 종의 박테리아만을 포함한다.

### 천적

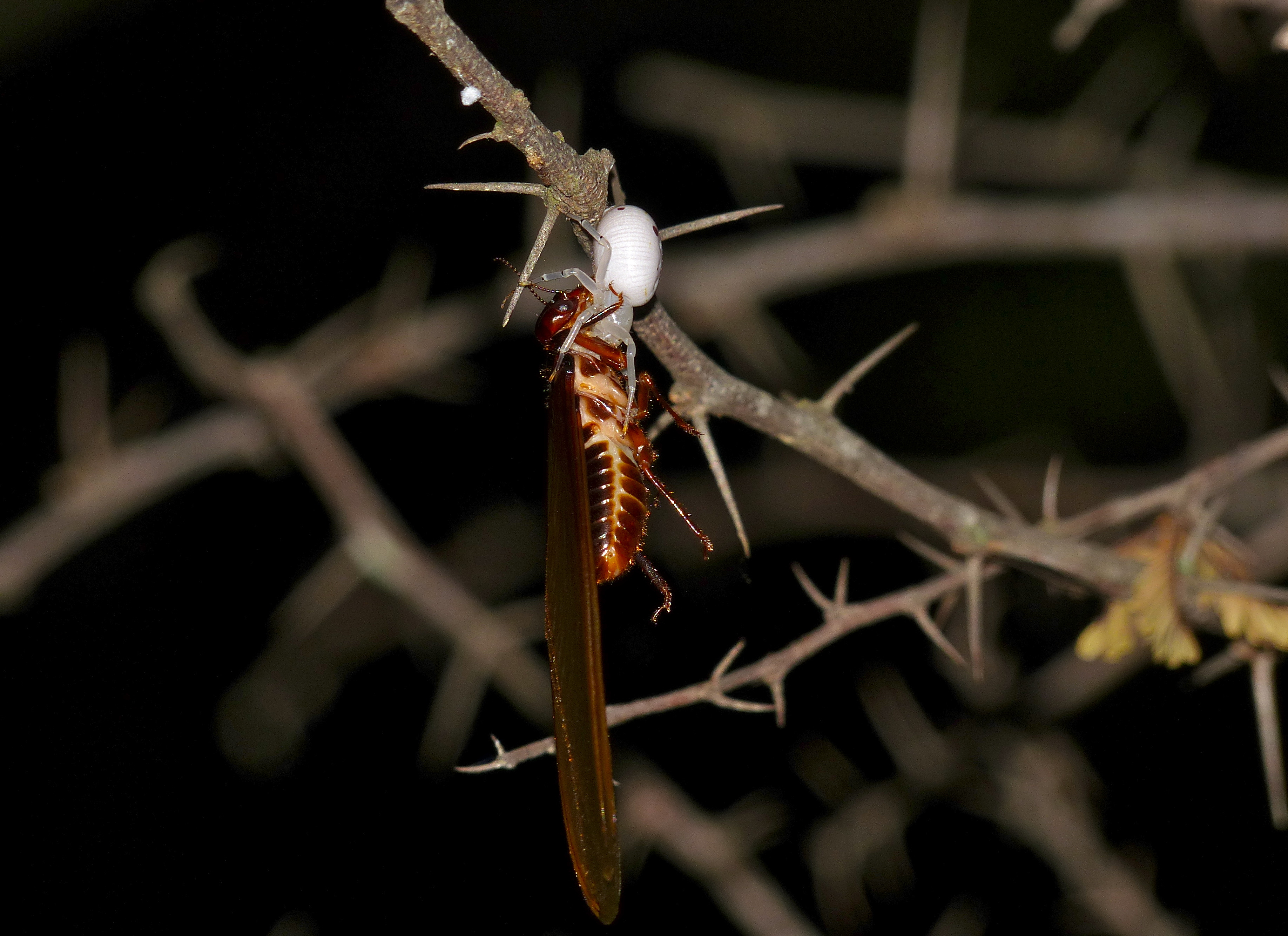
유시충을 잡은 게거미

흰개미를 노리는 포식자들은 사방에 널렸다. Hodotermes mossambicus라는 단 한 종의 흰개미가 65종의 조류와 19종의 포유류의 위장에서 발견되었다. 개미, 벌, 지네, 바퀴벌레, 귀뚜라미, 잠자리, 전갈, 거미와 같은 절지동물, 도마뱀과 같은 파충류, 개구리, 두꺼비와 같은 양서류가 흰개미를 섭취하며, Ammoxenidae의 두 종류의 거미는 흰개미 전문 포식자이다. 이 밖에도 땅돼지, 땅늑대, 개미핥기, 박쥐, 곰, 주머니개미핥기, 수많은 새, 바늘두더지, 여우, 갈라고, 빌비, 쥐, 천산갑 등이 흰개미를 노린다. 땅늑대는 주로 흰개미를 잡아먹는 식충 포유류이다; 이 녀석은 소리와 병정이 분비하는 향기를 탐지하여 흰개미의 위치를 특정한다; 땅늑대 한 마리는 길다랗고 끈적이는 혀를 사용하여 하룻밤에 수천마리의 흰개미를 잡아먹을 수 있다. 느림보곰은 둔덕을 깨서 흰개미를 집어먹으며, 침팬지는 흰개미를 둥지에서 "낚기" 위한 도구를 개발한다. 한 연구를 통해 초기 사람속 Paranthropus robustus 가 뼈로 만든 도구의 흔적의 패턴을 분석(:en:Use-wear analysis)한 결과, 도구를 흰개미의 굴을 파는 데 사용한 것으로 보인다.

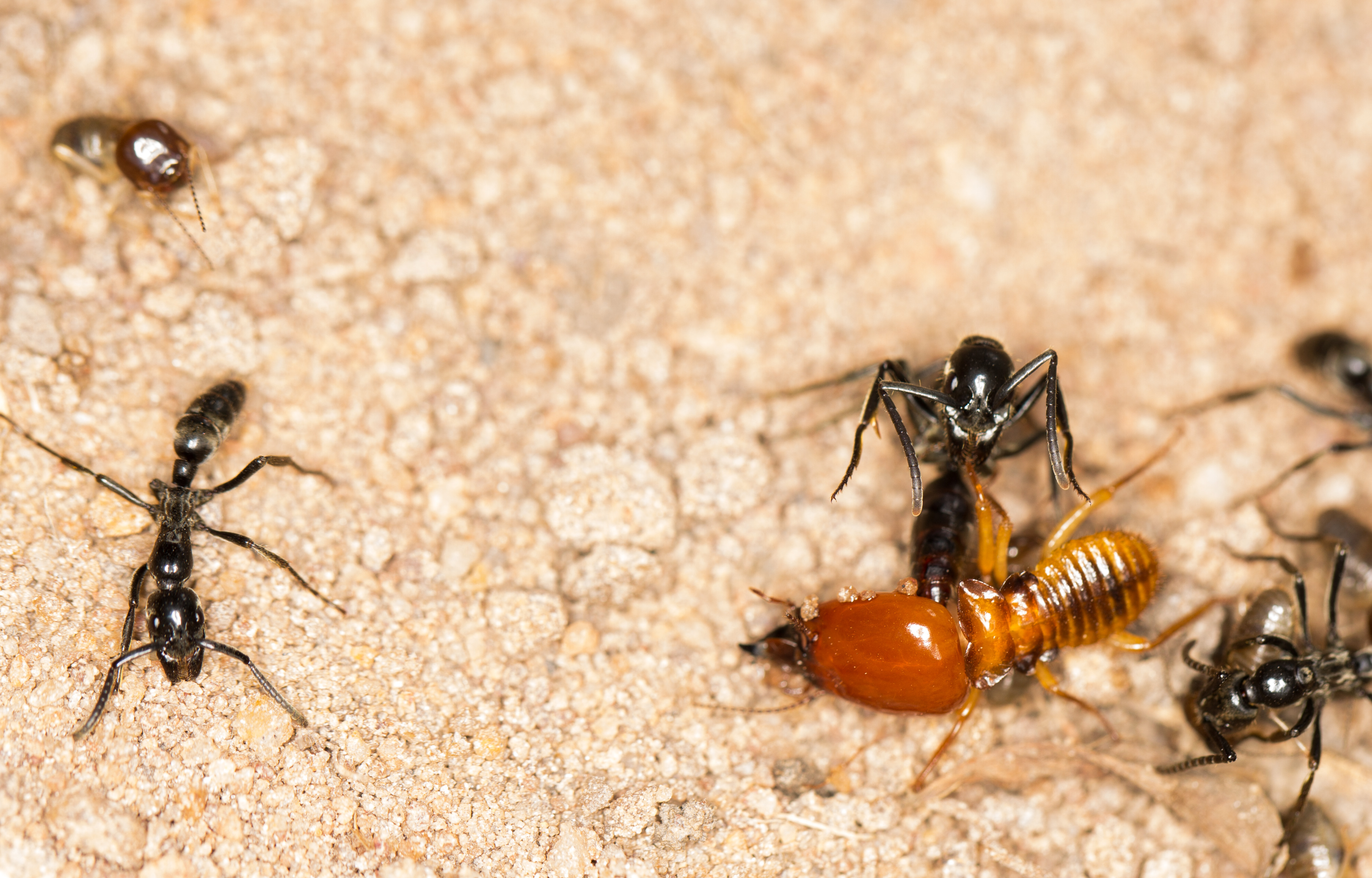
마타벨레개미 (Megaponera analis) 가 습격 도중 Macrotermes bellicosus 흰개미의 병정을 죽이고 있다.

개미는 제일 위협적인 포식자이다. 어떤 개미의 속은 흰개미를 잡아먹는 데 특화되어있다. 예를 들어 마타벨레개미는 흰개미만을 섭취하며, 때로는 몇 시간이 걸리는 흰개미 급습을 자행한다. Paltothyreus tarsatus는 흰개미를 급습하는 또다른 종이다. 개미들은 각각 집으로 돌아가기 전에 입에 최대한 많은 일개미를 물어두며, 냄새길을 통해 다른 동료를 급습장소로 안내한다. Malaysian basicerotine ants Eurhopalothrix heliscata는 썩은 나무에 집을 짓는 흰개미의 둥지에서 흰개미를 사냥하기 위해 몸을 좁은 공간으로 밀어넣는 독특한 전략을 사용한다. 개미들은 일단 둥지 안으로 들어가면 짧지만 날카로운 턱으로 먹이를 붙잡는다. Tetramorium uelense는 작은 흰개미를 먹이삼는데 특화된 포식자이다. 정찰병은 흰개미가 존재하는 곳으로 10-30마리의 일개미들을 모집하며, 꽁무늬의 침으로 흰개미를 움직이지 못하게 하여 죽인다. Centromyrmex 와 Iridomyrmex속 개미의 군체는 때로 흰개미 언덕 안에 집을 지어서, 흰개미를 먹이로 삼는다. 흰개미와 개미가 피식-포식 관계 이외에 다른 관계를 가지는지에 대해서는 알려진 바가 없다. Acanthostichus, 왕개미속, 꼬리치레개미속, Cylindromyrmex, Leptogenys, Odontomachus, Ophthalmopone, Pachycondyla, Rhytidoponera, 열마디개미속, Wasmannia 등의 다른 개미들도 흰개미를 먹이로 삼는다. 장님개미들은 아주 광범위한 생물들을 먹이로 삼지만, 다른 개미들과는 다르게 흰개미는 잘 먹지 않는다.
무척추동물 중 개미만 흰개미를 급습하는 것은 아니다. 많은 구멍벌과 Polybia Lepeletier , Angiopolybia pallens 을 포함하는 몇몇 종들이 결혼비행을 할 때 흰개미 둥지를 급습한다고 알려져 있다.

### 전염병, 병원체, 바이러스
흰개미는 벌, 말벌, 개미에 비해 기생충에 잘 감염당하지 않는데, 보통은 둥지가 잘 보호해주기 때문이다. 그럼에도 흰개미는 다양한 기생충의 숙주가 된다. 이들은 파리, Pyemotes의 진드기, 다수의 기생선충을 포함한다. 대부분의 기생선충은 원충목에 속해있다; Mermis, Diplogaster aerivora, Heterakis gallinarum에 속한 경우도 있다. 기생충 감염의 위험을 목전에 둔 흰개미들은 다른 장소로 떠날 수도 있다. 하지만 Aspergillus nomius, Metarhizium anisopliae 등의 균류 병원체는 흰개미에만 기생하지 않으며 군체의 대부분을 감염시킬 수 있기 때문에 흰개미 군체에 주된 위협이 된다; 흔히 물리적인 직접적 접촉을 통해 전염이 이루어진다. M. anispliae는 흰개미의 면역 체계를 약화시킨다고 알려져 있다. A. nomius는 군체가 큰 스트레스를 겪을 때애만 감염된다.
흰개미는 Entomopoxvirinae, 핵다면체바이러스(:en:Nuclear Polyhedrosis Virus)와 같은 바이러스한테 감염된다.

### 운동 능력과 먹이 활동
일개미와 병정개미가 날개가 없어 날 수 없고, 생식계층도 특정한 시기에만 날개를 사용하기 때문에, 흰개미들은 움직일 때 다리를 사용한다.
먹이구하기 활동은 흰개미의 종류에 따라 달라진다. 예를 들어 어떤 종들은 서식하는 목재 구조를 먹어치우며, 다른 종들은 둥지 근처의 나무를 수확한다. 대부분의 일개미들은 개방된 공간에서 발견되는 일이 거의 없으며, 방어 수단이 없는 상황에서 먹이를 찾지 않는다; 흰개미들은 스스로를 포식자로부터 보호하기 위해 장애물과 통로에 의존한다. 지중 흰개미들은 먹이를 찾기 위해 터널과 을 건설하며, 먹이가 있는 장소를 찾는 역할을 담당하는 일개미들은 섭식자극페로몬을 분비하여 더 많은 일개미들을 불러모은다. 먹이를 찾는 흰개미들은 서로 의사소통을 하기 위해 신호화학물질을 사용하며, 둥지 바깥에서 먹이를 찾기 시작하는 일개미들은 복부의 샘에서 추적페로몬을 방출한다. Nasutitermes costalis이라는 한 종은 먹이 수색을 할 때 세 단계를 거친다: 첫 번째 단계에서는 병정개미가 영역을 순찰한다. 이 녀석들이 음식이 있는 장소를 찾으면, 병정끼리 의사소통을 하며 약간의 일개미들이 나타나기 시작한다. 두 번째 단계에서는 대규모의 일개미들이 나타난다. 세 번째 단계는 병정개미들이 줄어들고 일개미들이 늘어나는 것이다. 고립된 흰개미 일개미들은 동료를 찾거나 음식을 구하는 데 최적화된 전략으로서 레비 난보(:en:Lévy flight) 행동에 참여할 수 있다.

### 군체 간 경쟁
두 군체 간의 경쟁은 서로를 향한 세력투쟁행위(:en:agonistic behaviour)를 초래하여, 결국 한 판 붙게 된다. 이러한 싸움은 양측에 사상자를 초래하며, 때로는 영토의 획득이나 손실이 일어난다. "구덩이 무덤"을 파서 죽은 흰개미의 몸뚱이를 파묻기도 한다.
한 연구는 먹이를 구하는 영역에서 두 마리의 흰개미가 마주치면, 어떤 흰개미는 다른 흰개미가 들어가는 것을 막기 위해 즉시 통로를 막아버린다는 것을 보여주었다. 둥지 외부의 탐색용 터널에서 다른 군체 소속의 죽은 흰개미들이 발견되면, 그 터널을 막아버리고 새로운 터널을 파게 된다. 언제나 두 흰개미 간의 경쟁이 일어나는 것은 아니다. 예를 들어, Macrotermes bellicosus과 Macrotermes subhyalinus의 군체는 서로의 통로를 막아버릴지언정 언제나 적대적으로 굴지는 않는다. 집흰개미(Coptotermes formosanus)는 싸움을 막기 위해 자살을 하기도 한다. 집흰개미의 군체들이 서로 물리적으로 충돌하면, 몇몇 흰개미들이 먹이탐색 터널로 스스로의 몸을 우겨넣어 죽어버림으로서 터널을 막아 모든 적대행위를 끝낸다.
군체 내에 1차 여왕이 없다면, 유형성숙 여왕들은 서로 군체를 지배하기 위해 싸우기도 한다. 이러한 여왕 사이의 싸움은 단 한 마리의 승자를 제외한 모든 여왕의 죽음을 초래하여, 기존의 왕과 승리한 여왕이 새롭게 군체를 이끌어간다.
개미와 흰개미는 서로 둥지를 지을 자리를 두고 경쟁할 수 있다. 특히 흰개미를 먹이로 삼는 개미들이 대개 수목에 둥지를 짓는 흰개미들에게 부정적인 영향을 미친다.

### 의사소통

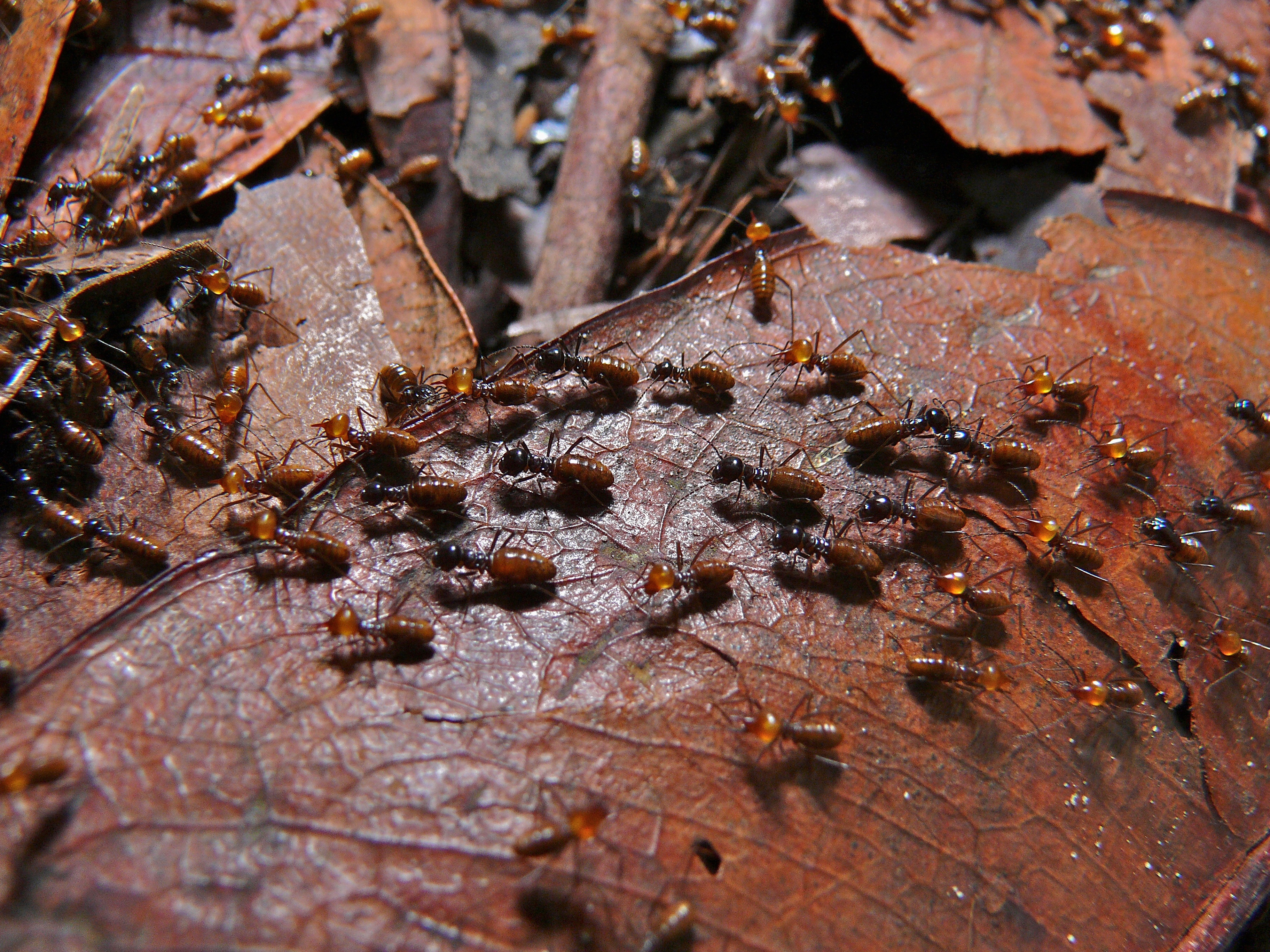
먹이를 찾고, 동료를 줄줄이 따라가며, 추적페로몬을 남기는 코뿔흰개미 무리의 행렬

대부분의 흰개미는 장님이기 때문에, 의사소통은 주로 화학적, 물리적, 페로몬적 신호를 통해 이루어진다. 이러한 의사소통 방법들은 먹이활동, 생식개체 탐지, 둥지 건설, 동료의 인지, 결혼비행, 색적과 전투, 둥지 방어 등의 다양한 활동에 사용된다. 제일 일반적인 의사소통 방식은 더듬이를 통한 상호접촉이다. 일개미들이 영양교환이나 그루밍에 착수할 때 분비하는 접촉페로몬, 경보페로몬, 추적페로몬, 성페로몬 등의 수많은 페로몬들이 알려져있다. 경보페로몬 등의 방어적인 화학물질은 앞샘(frontal gland)에서, 추적페로몬은 복판샘(sternal gland)에서, 성페로몬은 복판샘과 등샘(tergal gland)에서 분비된다. 흰개미들은 먹이를 구하기 위해 둥지를 나설 때 줄을 지어서 땅을 누비며 초목을 찾는다. 그 흔적은 다른 것으로 덮여있는 배설물이나 길을 통해 식별할 수 있다. 일개미들은 이러한 흔적에 페로몬을 남겨, 동료들은 이를 후각의 수용기를 통해 탐지한다. 흰개미는 서로 물리적인 신호, 진동, 신체적인 접촉을 통해 의사소통할 수도 있다. 이러한 신호는 경고성 의사소통을 주고받거나, 먹이를 평가할 때 흔히 사용된다.
흰개미는 둥지를 건설할 때 주로 간접적인 의사소통에 의존한다. 건설 프로젝트를 담당하는 책임자 흰개미 같은 건 없다. 각각의 흰개미는 생각하기보다는 움직이지만, 집단 수준으로는 집단지성을 발휘한다. 흙덩이나 기둥 같이 생긴 물체 등의 특정한 구조물이 있으면 흰개미는 그곳에 건축을 시작한다. 흰개미는 존재하는 구조물에 이러한 물체들을 덧붙이며, 이러한 행위는 다른 일개미가 건축 행위를 하도록 부추긴다. 그 결과는 흰개미의 활동을 지시한 정보가 개체 간의 직접적인 접촉보다는 환경의 변화로 야기된 자가조직된 과정이다.
흰개미들은 화학적 의사소통과 내장 공생균을 통해 같은 둥지 소속과 다른 둥지 소속의 흰개미를 구분할 수 있다: 큐티클에서 방출되는 탄화수소로 구성된 화학물질들을 통해 다른 흰개미 종을 인지할 수 있다. 각각의 군체는 독특한 냄새를 갖는데, 이는 식단, 뱃속의 박테리아의 구성과 같은 환경적 요인과 유전적 요인을 통해 결정된다.

### 방어

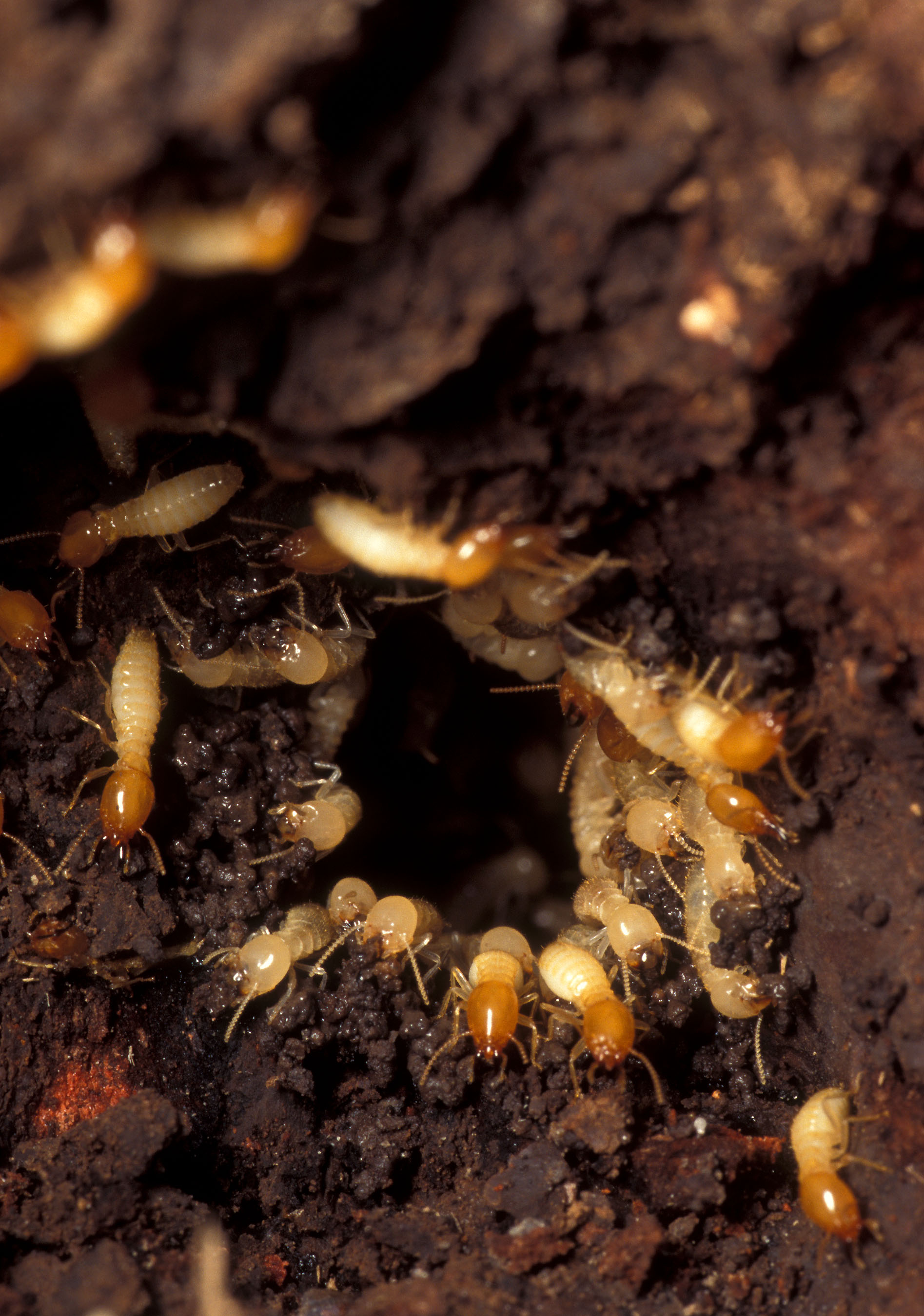
둥지가 손상된 부분으로 몰려가는 흰개미들

흰개미는 군체를 방어하기 위해 경고성 의사소통을 사용한다. 경보 페로몬은 둥지가 파손되거나 적, 잠재적인 병원체한테 공격받을 때 분출될 수 있다. 흰개미는 언제나 Metarhizium anisopliae의 포자에 감염된 동료를 회피하는데, 감염된 동료가 발산하는 진동 신호를 통해 누가 감염되었는지 인식한다. 다른 방어 전략은 몸을 격렬하게 까딱거리고 앞샘으로 액체를 분비하거나, 경보 페로몬을 함유한 똥을 배설하는 등등이 있다.
몇몇 종의 병정개미는 적이 둥지로 들어오지 못하게 터널을 막아버리며, 방어행위로서 스스로의 몸뚱이를 터뜨릴 수 있다. 병정개미의 머리보다 큰 틈새를 통해 적군이 침입하는 경우, 병정개미들은 팔랑크스와 같은 전열을 형성하여 적을 물어뜯는다. Megaponera analis 가 행한 침략이 성공하면 둥지 전체가 파괴될 수 있지만, 이런 사례는 드물다.
흰개미들은 터널이나 둥지에 틈새가 생기면 무조건 동료들에게 경고를 보낸다. 흰개미들이 침입로가 될 수 있는 틈새를 발견하면, 병정개미는 대개 머리를 두드려서 방어를 위해 병정개미들을, 틈새를 메꾸기 위해 일개미들을 불러들인다. 또한 경보를 발하는 흰개미들은 다른 흰개미 사이로 뛰어들어 경보 발하기에 동참하도록 하고, 허물어진 영역에서부터 페로몬 흔적을 남겨서 더 많은 일개미들이 투입되도록 한다.

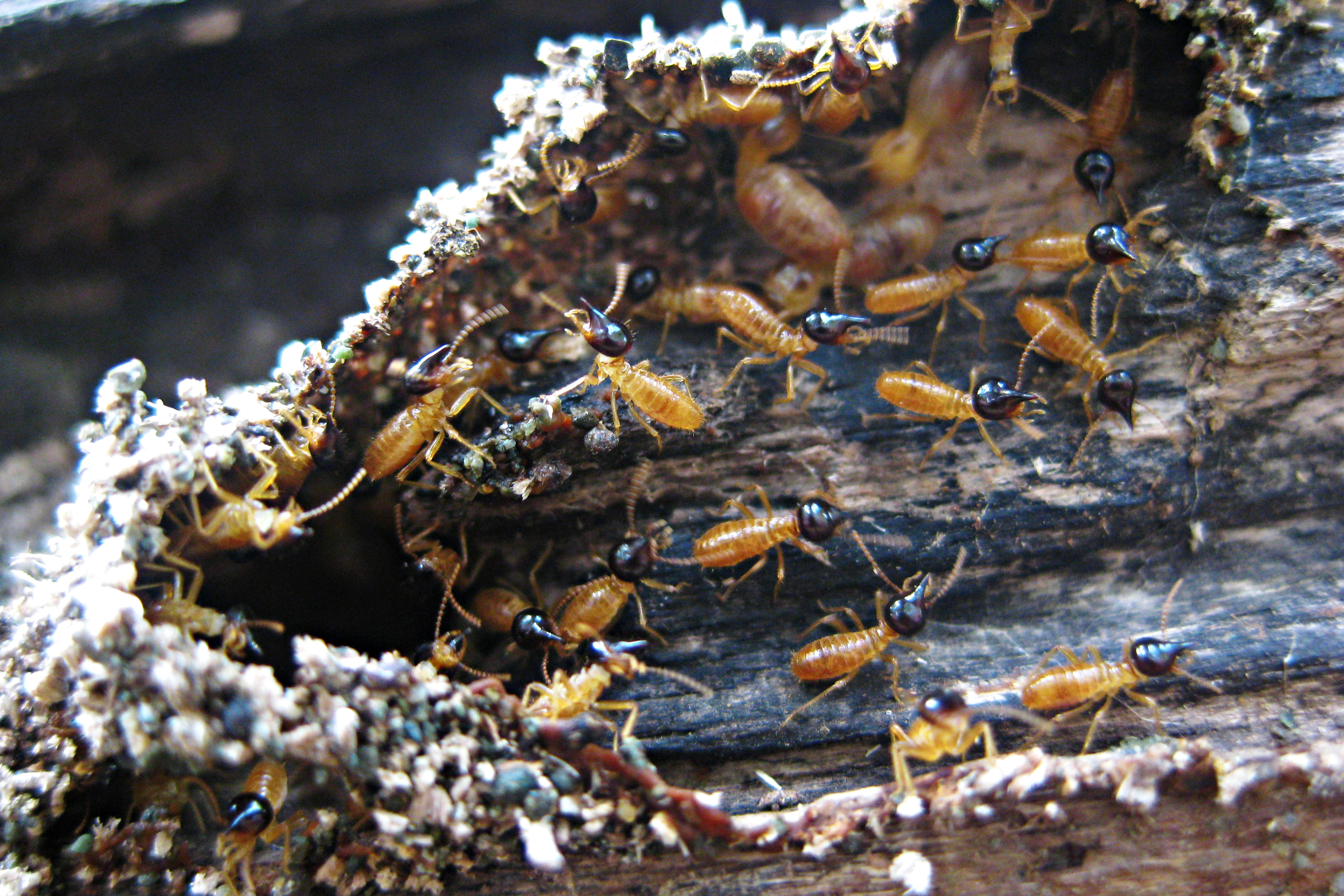
썩은 나무 위의 코뿔흰개미 병정들

범열대적으로 분포하는 Nasutitermitinae는 코뿔병정(nasute)이라고 알려진 특별한 병정 계급을 보유하는데, 머리에 달린 뿔처럼 생긴 분사구를 통해 유독한 액체를 배출하여 둥지를 지키는 능력이 있다. 대부분의 코뿔병정은 진화하는 과정에서 턱이 사라졌기 때문에 일개미가 음식을 먹여줘야 한다. 코뿔병정이 분비하는 액체 안에 다양한 모노테르펜 탄화수소가 용해되어있다. 이와 비슷하게 대만의 흰개미 일종은 둥지를 지키기 위해 나프탈렌을 분비한다고 알려져 있다.
Globitermes sulphureus라는 종의 병정개미는 큐티클의 밑에 있는 큰 샘을 파열시키는 자살을 통한 공격(autothysis)를 통해 자살을 저지른다. 샘의  노란색 액체는 공기와 접촉하면 아주 끈적이는 성질을 가지게 되어, 둥지를 침략하려는 개미나 다른 곤충의 몸뚱이를 얽어맨다. Neocapriterme taracua 도 자폭성 방어를 수행한다. 싸울 때 물리적으로 턱을 사용할 수 없는 일개미들은 몸 안에 화학물질로 꽉 찬 주머니를 만들어내며, 스스로를 파열시켜, 적을 마비시켜 죽이는 독성 화학물질을 방출한다. 신열대구에 서식하는 Serritermitidae의 병정들은 앞샘을 autothysis하여 머리와 복부 사이의 몸뚱이를 파열시키는 방어전략을 사용한다. 둥지의 입구를 지키던 병정개미들은 침입자에게 공격하면 일제히 autothysis하여 공격자가 들어오지 못하도록 덩어리를 형성한다.
일개미들은 동료의 시체를 처리하기 위해 매장, 동족포식, 시체 근처에서 벗어나는 것과 같은 몇 가지의 전략을 사용한다. 흰개미들은 때때로 병원체를 피하기 위해 사체운반행동을 보이는데, 동료의 시체를 둥지 바깥으로 끌고 가서 버린다. 무슨 전략을 사용할지를 결정하는 것은 일개미가 다루는 사체의 특성, 예를 들자면 사체의 나이 같은 것에 의해 결정된다.

### 다른 생물과의 관계

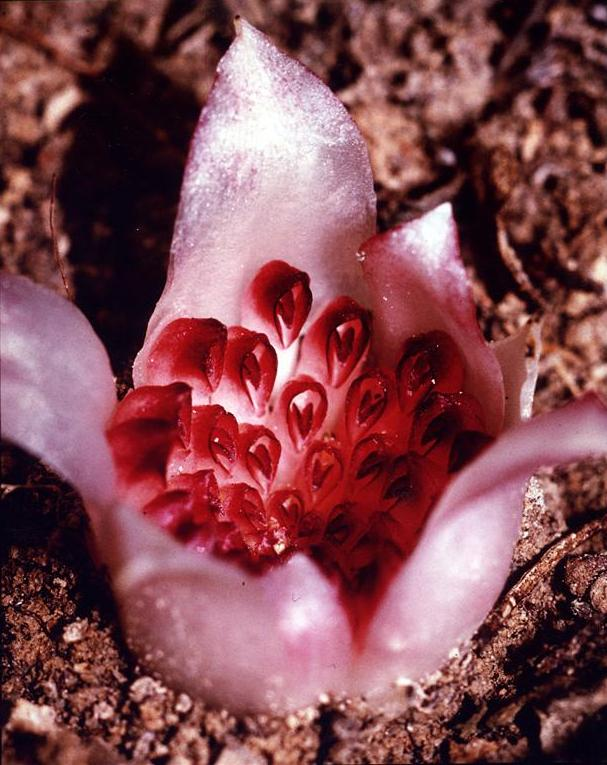
서양지중란(Rhizanthella gardneri) 은 흰개미가 수분한다고 알려진 유일한 난초다.

어떤 종의 균류는 흰개미의 알을 모방하여 천적을 회피한다고 알려져 있다. 이러한 "흰개미공"이라고 알려진 작은 갈색 공은 드물게 알들을 죽이며, 때때로 일개미들이 이를 알로 착각하여 둥지 안으로 가져가기도 한다. 이러한 균류의 모방은 글루코시다아제라는 셀룰로오스 분해 효소를 생산하여 이루어진다. Trichopsenius에 속한 딱정벌레의 여러 종들은 흰개미속(Reticulitermes)에 속한 몇몇 종의 흰개미들을 독특한 방식으로 모방한다. 딱정벌레들은 흰개미와 각피 탄화수소를 공유하며, 심지어는 이를 자체적으로 합성한다. 이러한 화학적인 모방을 통해 흰개미 군체 안에 섞여살 수 있다. Austrospirachtha mimetes는 늘어난 복부에 발달된 부속기관을 통해 흰개미의 일개미를 모방한다.
어떤 종류의 개미들은 흰개미를 당장 죽이기보다는 나중에 신선한 먹이를 먹기 위해 포획한다고 알려져 있다. 예를 들면 Formica nigra는 흰개미를 포획하며, 탈출을 시도하는 흰개미들은 발각되는 대로 붙잡혀 지하로 끌려간다. 침개미아과(Ponerinae)에 속한 몇몇 종의 개미들이 이러한 식의 급습을 하는 반면, 다른 개미 종들은 혼자 잠입하여 알이나 약충을 훔친다. Megaponera analis와 같은 개미들은 둔덕 바깥에서 공격해오며, Dorylinae에 속한 개미들은 지하를 공략한다. 그럼에도 불구하고 어떤 흰개미와 개미들은 서로 평화롭게 상존한다. Nasutitermes corniger를 포함하는 어떤 종의 흰개미들은 포식성 개미들을 내쫓기 위해 특정한 개미 종들과 연대 관계를 형성한다. 아즈텍개미에 속한 개미와 Nasutitermes속의 흰개미들의 연대는 올리고세에서 마이오세의 시기로 거슬러 올라간다.

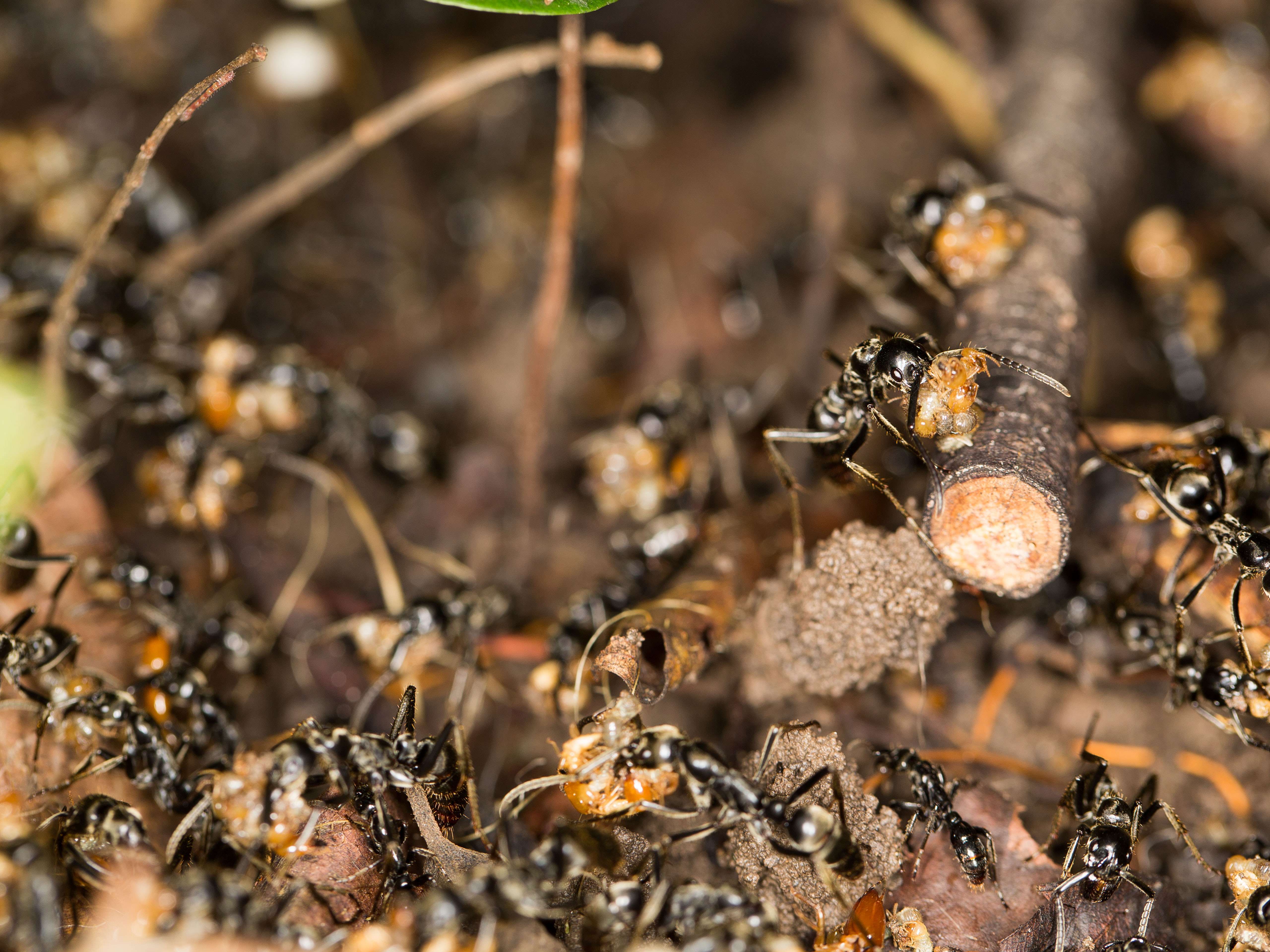
성공적인 습격을 마치고 Pseudocanthotermes militaris에 속한 흰개미를 모으는 마타벨레개미들

54종의 개미들이 사용 중인, 또는 버려진 Nasutitermes 속의 둔덕에 서식한다고 알려져 있다. 수많은 개미들이 흰개미의 둔덕에 살아가는 이유는, 서식지에 흰개미가 많이 분포하며, 둔덕 내부는 홍수로부터 안전하기 때문이다. 흰발마디개미 (Iridomyrmex)의 개미들도 흰개미둔덕에 서식하지만, 서로 피식, 포식을 제외한 어떠한 관계도 없다. 드물게는 특정한 종류의 흰개미가 개미가 살고 있는 개미집 안에 거주하기도 한다. 딱정벌레, 애벌레, 파리, 노래기와 같은 어떤 무척추동물들은 흰개미 없이는 살아남을 수 없는 흰개미종속생물이며 흰개미집 안에서 거주한다. 이 녀석들은 흰개미 없이는 살아남을 수 없다. 그리하여 어떤 딱정벌레와 파리들은 숙주와 같이 진화했다. 이 녀석들은 일개미들이 그들을 핥도록 끌어들이는 물질을 분비하는 샘을 발달시켰다. 둔덕은 새, 도마뱀, 뱀, 전갈의 휴식처이자 일광욕 장소가 되기도 한다.
흰개미는 꽃가루를 나르며 규칙적으로 꽃들을 방문한다고 알려져 있어서, 다양한 꽃피는 식물의 잠재적인 꽃가루매개자라고 간주된다. 특히 서양지중란 먹이를 구하는 일개미들에게 규칙적으로 수분되며, 이는 아마도 흰개미에게 수분되는 전세계에서 유일한 난초과의 식물일 것이다.
많은 식물들은 흰개미에 대항하여 효과적인 방어수단을 구축했지만, 이는 나무의 크기가 묘목 수준을 넘어서야 작동하기 때문에 묘목은 흰개미의 공격에 취약하며 추가적인 보호수단을 마련할 필요가 있다. 보통 목질 세포벽으로 섭식을 저해하는 화학물질을 분비하는 방식이 많이 사용된다. 이는 흰개미가 셀룰로오스를 소화하는 효율을 저하시킨다. 호주에서 개발된 "Blockaid"라는 상품은 다양한 식물의 추출물을 사용하여, 이를 건물에 바르면 무독성의 'Termite barrier'을 형성한다. 호주현삼(Australian figwort, Eremophila)의 한 종의 추출물은 흰개미를 내쫓는다; 독성 물질을 접하는 흰개미들은 음식을 섭취하느니 차라리 굶주리고 만다는 것이 실험을 통해 밝혀졌다. 흰개미가 계속해서 추출물의 근처에 머무르면 상태가 악화되어 결국 죽는다.

### 환경과의 관계
흰개미의 개체수는 사람의 개입 등이 초래하는 환경의 변화에 상당히 영향을 받을 수 있다. 브라질 북동부 반건조지대 카팅가의 세 장소에서, 각기 다른 수준의 인위적인 교란 하에 흰개미의 집합에 대해 수행한 연구는 65 x 2 m의 구획을 표본으로 삼았다. 세 장소에는 총 26종의 흰개미가 존재했으며, 흰개미가 구획을 지나간 횟수는 196번이었다. 흰개미 집합체는 장소마다 확연하게 달랐으며, 인위적인 영향이 증가함에 따라 다양성과 풍부함이 뚜렷하게 줄어들었고, 이는 나무의 밀도와 토양의 두께의 감소, 양과 염소의 격렬한 짓밟기와 관련이 있다. 흰개미를 식성으로 분류했을 때 제일 타격이 큰 쪽은 나무를 먹는 부류였다.

## 둥지

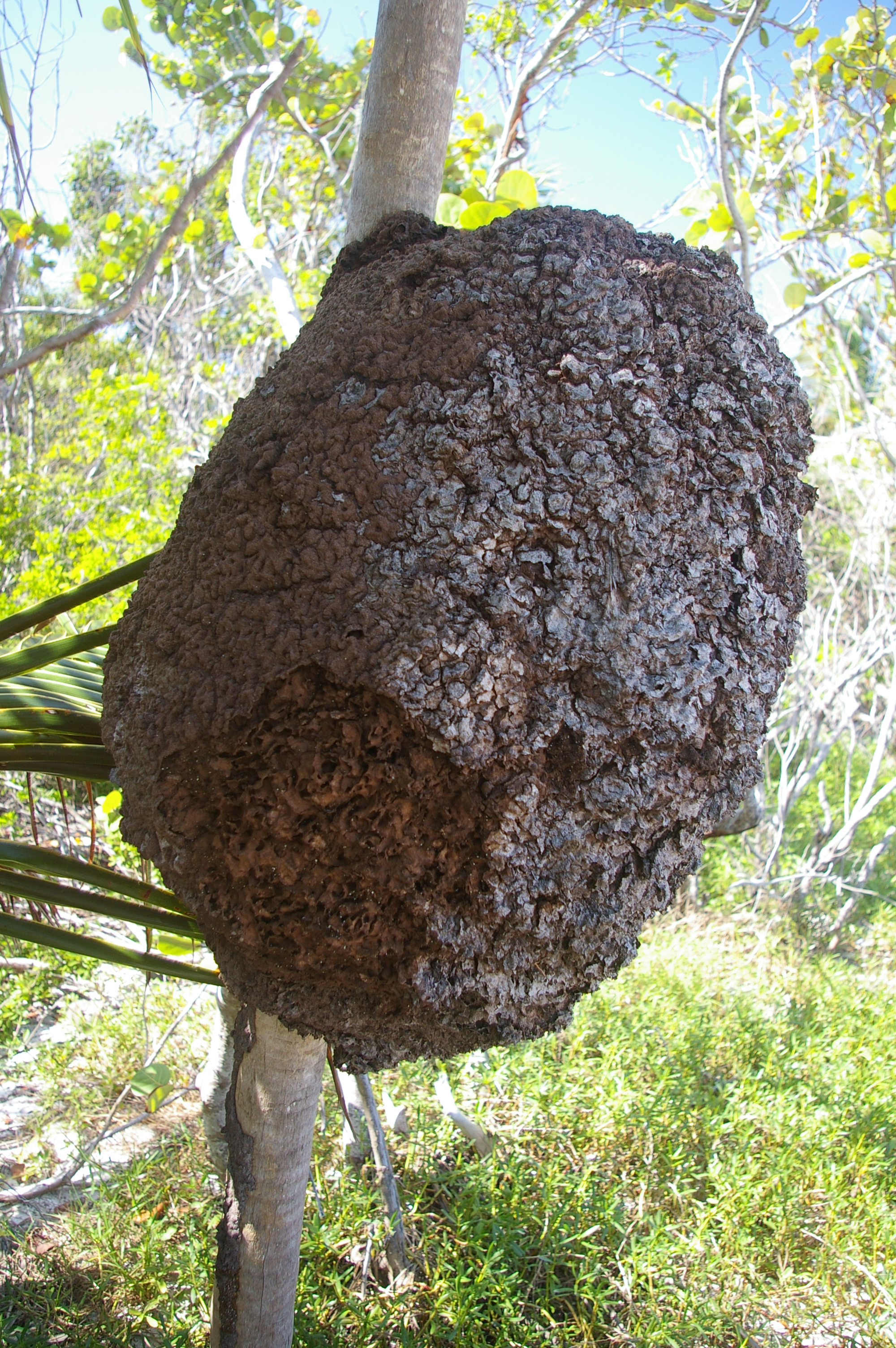
멕시코의 수목의 흰개미 둥지

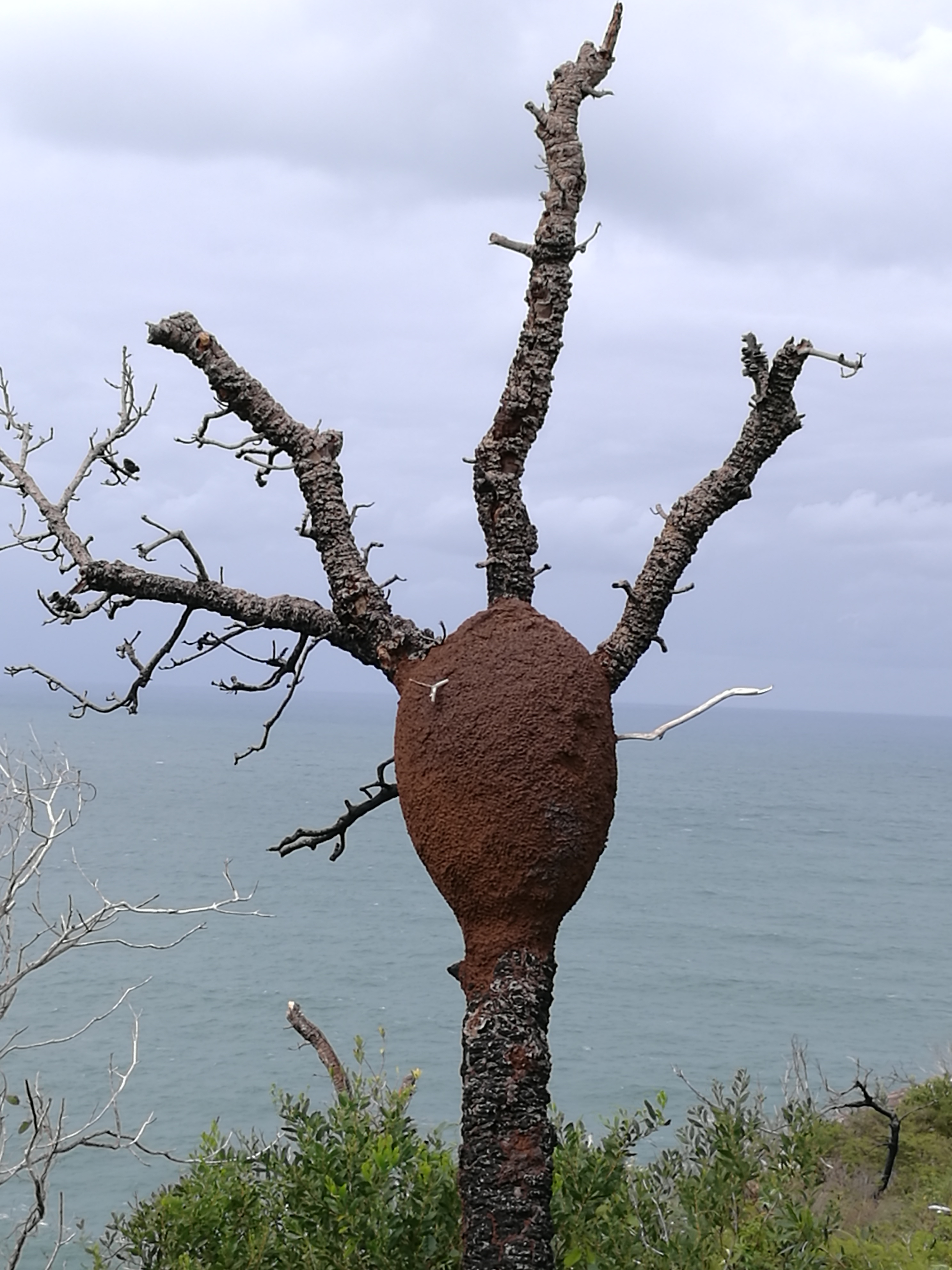
시드니 팜비치의 뱅크셔 나무에 둥지를 튼 흰개미

흰개미의 둥지는 살아있는 부분, 살아있지 않은 부분으로 구성된다고 이해할 수 있다. 살아있는 부분은 둥지 안에서 살아가는 모든 흰개미들이고, 살아있지 않은 부분은 흰개미들이 건설한 구조물 그 자체이다. 둥지는 크게 세 가지로 분류할 수 있다: 완전히 지면 아래에 있는 '지중형', 지표 위로 돌출된 '지표형', 지면 위에 짓지만, 반드시 피난관을 통해 지면과 연결되어있는 '수목형'으로 나뉜다. 지표형 둥지(둔덕)은 땅속에서 솟아오른 형태를 띠고 있으며, 토양과 진흙으로 만들어졌다. 둥지는 생활 영역을 보호하고, 포식자로부터 지켜주는 피난처가 되어주는 등의 다양한 기능을 가지고 있다. 대부분의 흰개미는 다양한 기능을 가진 둥지와 둔덕보다는 지하 집락을 건설한다. 오늘날의 원시적인 흰개미들은 수백만년 전의 흰개미가 그랬듯이 통나무, 밑동, 나무의 죽은 부분과 같은 목재에 둥지를 건설한다.
흰개미들은 둥지를 짓기 위해 건축 자재로서 매력적인 특징을 많이 가진 배설물을 사용한다. 이외에도 수목성 둥지의 경우 부분적으로 소화된 식물성 재질을, 지중형과 지표형 둥지의 경우 토양을 포함한다. 모든 터널이 눈에 띄는 건 아닌데, 열대지방의 많은 둥지들이 지하에 지어지기 때문이다. Apicotermitinae에 속한 종들은 오로지 터널 안에서만 살아가기 때문에, 대표적인 지하에 둥지를 짓는 흰개미라고 할 수 있다. 다른 흰개미들은 나무에서 살아가며, 굴은 나무를 갉아먹음에 따라 건설된다. 둥지와 둔덕은 탈수, 빛, 병원체, 기생충과 포식자로부터 흰개미의 연약한 몸뚱이를 보호한다.  판지형 둥지는 약하기 때문에, 이러한 둥지에서 살아가는 흰개미들은 둥지를 침입한 포식자에 대해 다양한 대응전략을 선보인다.
맹그로브 습지에 거주하는 코뿔흰개미속의 수목의 둥지는 리그닌이 풍부하며, 셀룰로오스와 자일란이 없다. 이러한 변화는 장내 박테리아의 bacterial decay 로 인해 초래된다: 흰개미들은 대변을 건설하는 재료로 사용한다. 푸에르토리코의 맹그로브 늪지에서 흰개미의 수목성 둥지는 탄소 저장량의 2%를 차지한다. 이들은 대변을 건설 자재로 사용한다. 이러한 흰개미의 둥지들은 주로 맹그로브나무, 즉 붉은맹그로브(Rhizophora mangle), 검은맹그로브' (Avicennia germinans), 하얀맹그로브(Laguncularia racemose)의 줄기와 가지에서 난, 부분적으로 생분해된 목재로 구성된다.
어떤 종들은 분산형 둥지(polycalic nest)라고 불리는 복잡한 둥지를 짓는다; 이러한 서식 형태는 둥지분산주의(polycalism)이라고 불린다. 분산형 둥지를 짓는 흰개미는 지하의 굴로 연결되어있는 다수의 둥지 (calie)를 짓는다. Apicotermes 속 , Trinervitermes 속에 속한 흰개미들은 분산형 둥지를 건설하는(polycalic) 종으로 알려져있다. 코뿔흰개미속 속한 몇몇 종들이 수목에 분산형 둥지를 짓는 반면, 둔덕을 짓는 종들 사이에서는 둥지 분산이 흔하지 않다.

### 둔덕
지면에 돌출된 흰개미 둥지는 둔덕이라고 불린다. 둔덕은 둥지와 마찬가지로 흰개미를 보호하는 역할을 하지만, 더 튼튼하다. 고 지속적인 강수에 노출된 지역에 위치한 둔덕은, 재질에 진흙 함량이 높기 때문에 침식의 위험에 처한다. []으로 만든 둔덕은 어지간한 비에는 끄떡없다. 흰개미는 둥지 내의 특정한 영역을 둥지가 파손되었을 때 방위거점으로 사용한다. 예를 들어 Cubitermes의 둥지는 병정개미 혼자서도 틀어막을 정도로 좁은 터널을 건설하여 방위거점으로 사용한다. 왕대라고 불리는, 여왕과 왕이 거주하는 방은 엄중하게 보호되며 최종방위선으로 사용된다.
Macrotermes에 속한 종들은 틀림없이 곤충 세계에서 제일 복잡한 구조물을 건설하며, 거대한 둔덕을 짓는다. 이 둔덕들은 세상에서 제일 거대한 둔덕 중 하나다. 높이가 8-9미터에 이르며 침니, 봉우리, 마루로 구성된다. Amitermes meridionalis라는 흰개미는 높이 3-4미터, 너비 2.5미터에 이르는 집을 짓는다. 기록이 남은 제일 높은 둔덕은 자이르에서 발견된 12.8미터에 이르는 둔덕이다.

둔덕은 때로 정교하고 독특한 형태를 띈다. Amitermes meridionalis, A. laurensis는 길쭉한 쐐기 모양의 둥지를 건설하는데, 쐐기의 날 부분이 북쪽, 남쪽을 가리켜서 컴퍼스흰개미(Compass termites)라는 이름이 붙었다. 이러한 모양은 실험을 통해 체온조절을 보조하는 것으로 나타났다. 북쪽, 남쪽으로 길쭉하게 건설한 결과, 둔덕 내부의 온도는 아침에 빠르게 올라가며 정오에는 지나치게 뜨거워지지 않는다. 둥지의 온도는 저녁까지 안정하게 유지된다.

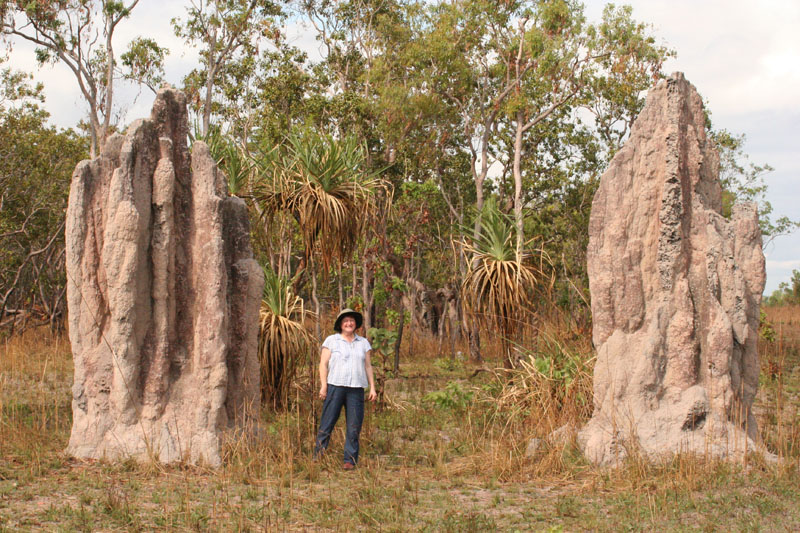
호주 노던 준주의 대성당 모양 둔덕.
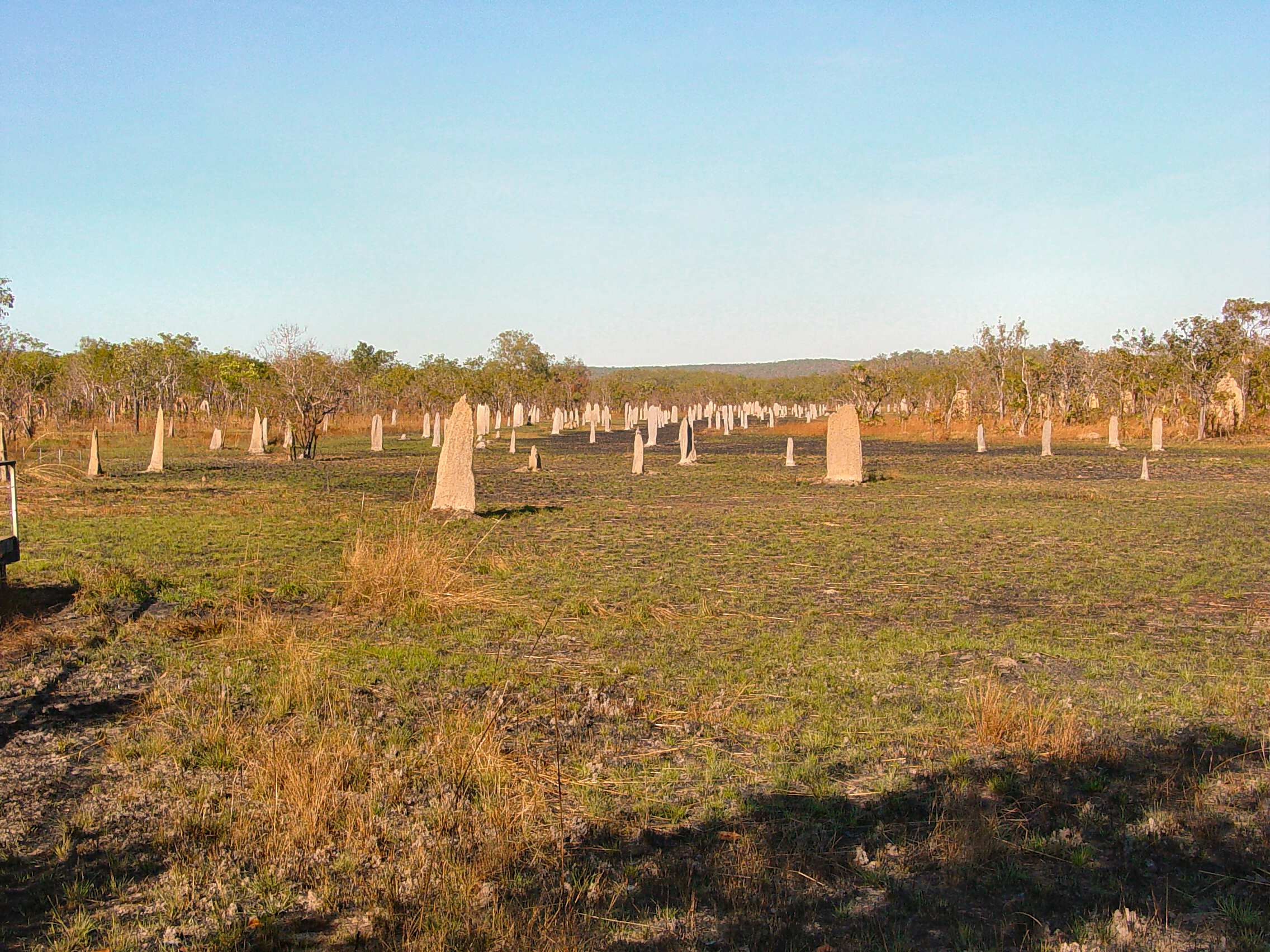
한낮의 열기를 피하기 위해 북쪽-남쪽을 향하게 지어진 "컴퍼스", "자성" 흰개미(Amitermes)의 둥지들
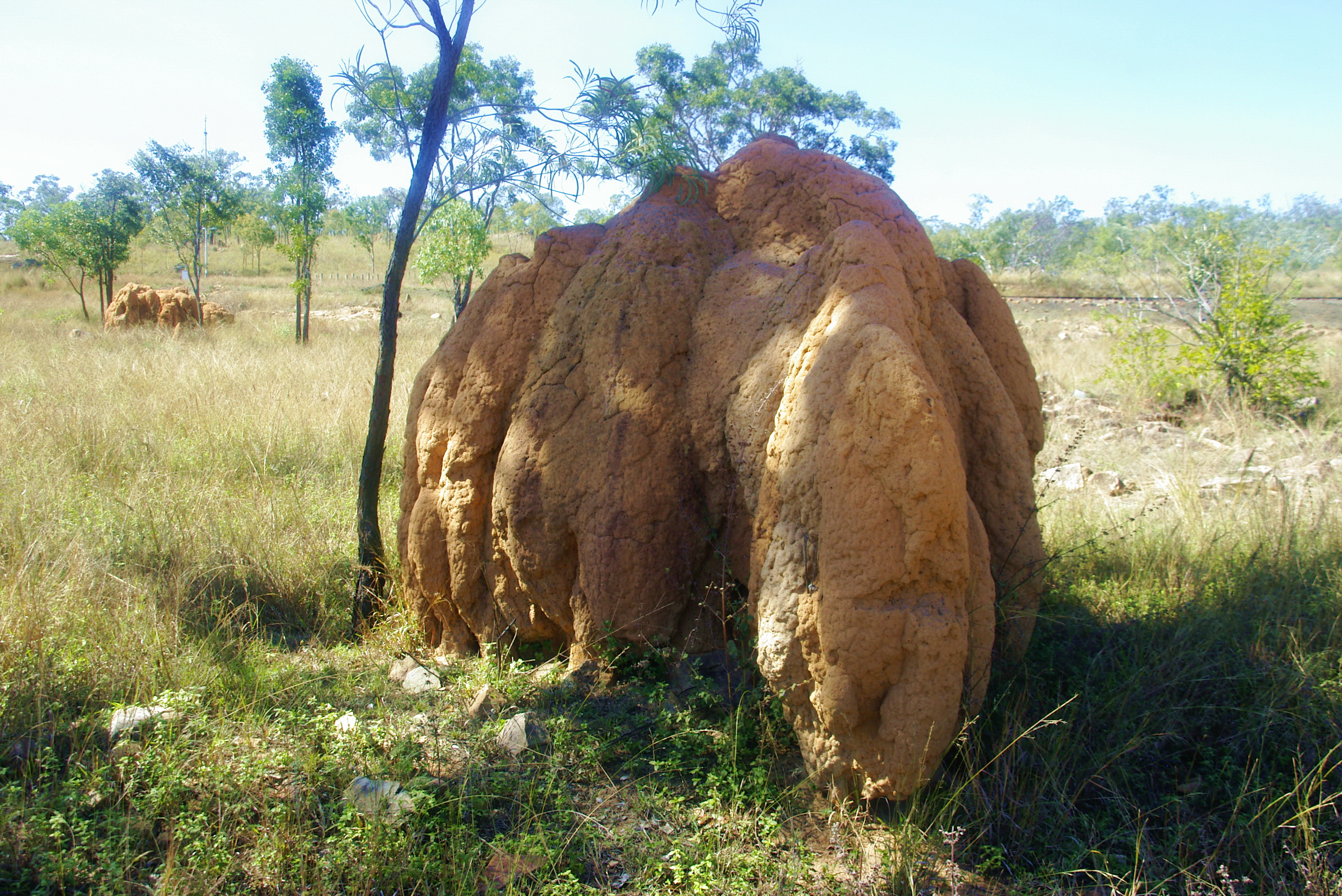
오스트레일리아 퀸즐랜드의 흰개미둔덕
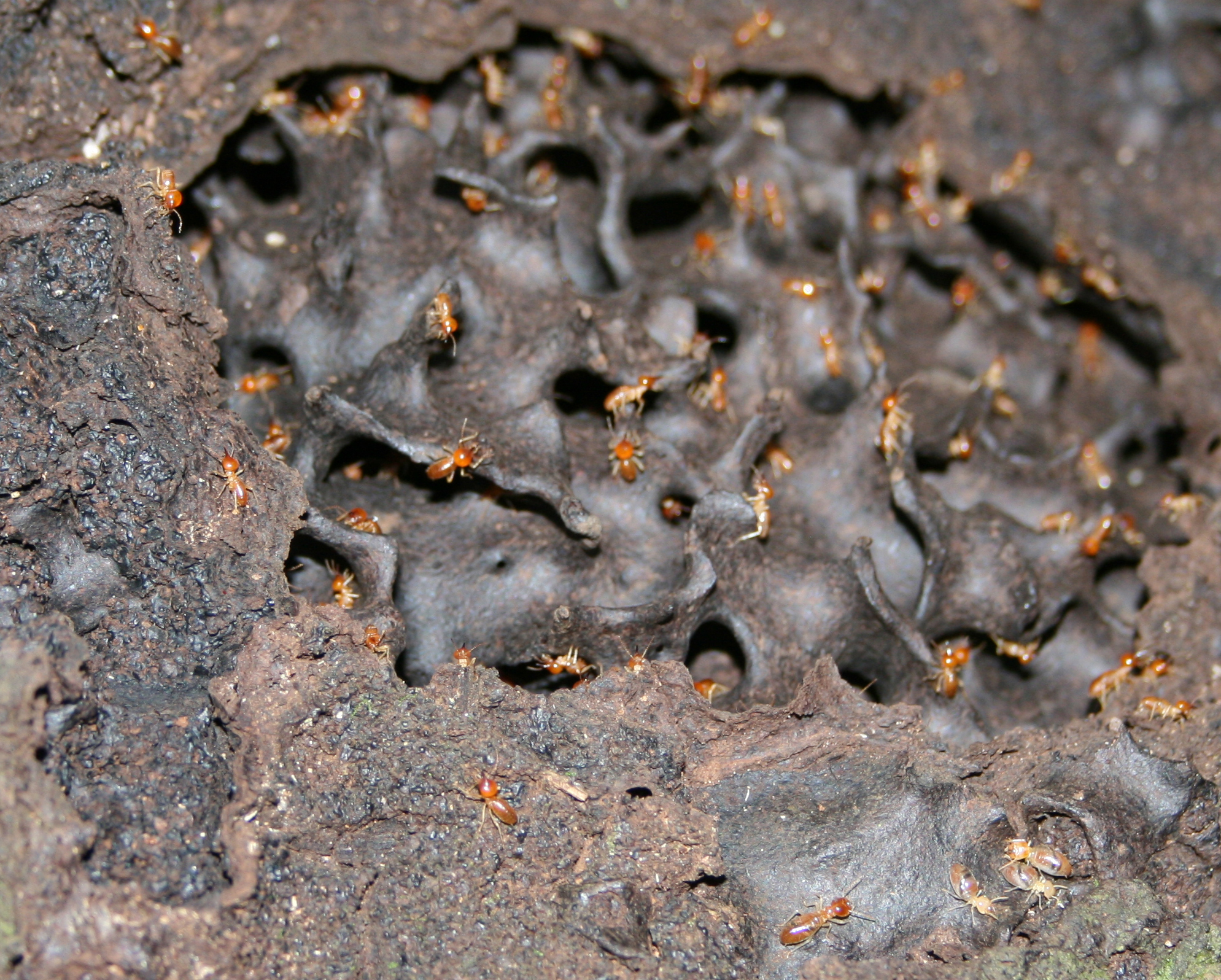
마다가스카르 아나라마조아트라 보존지구의 흰개미둔덕의 흰개미들
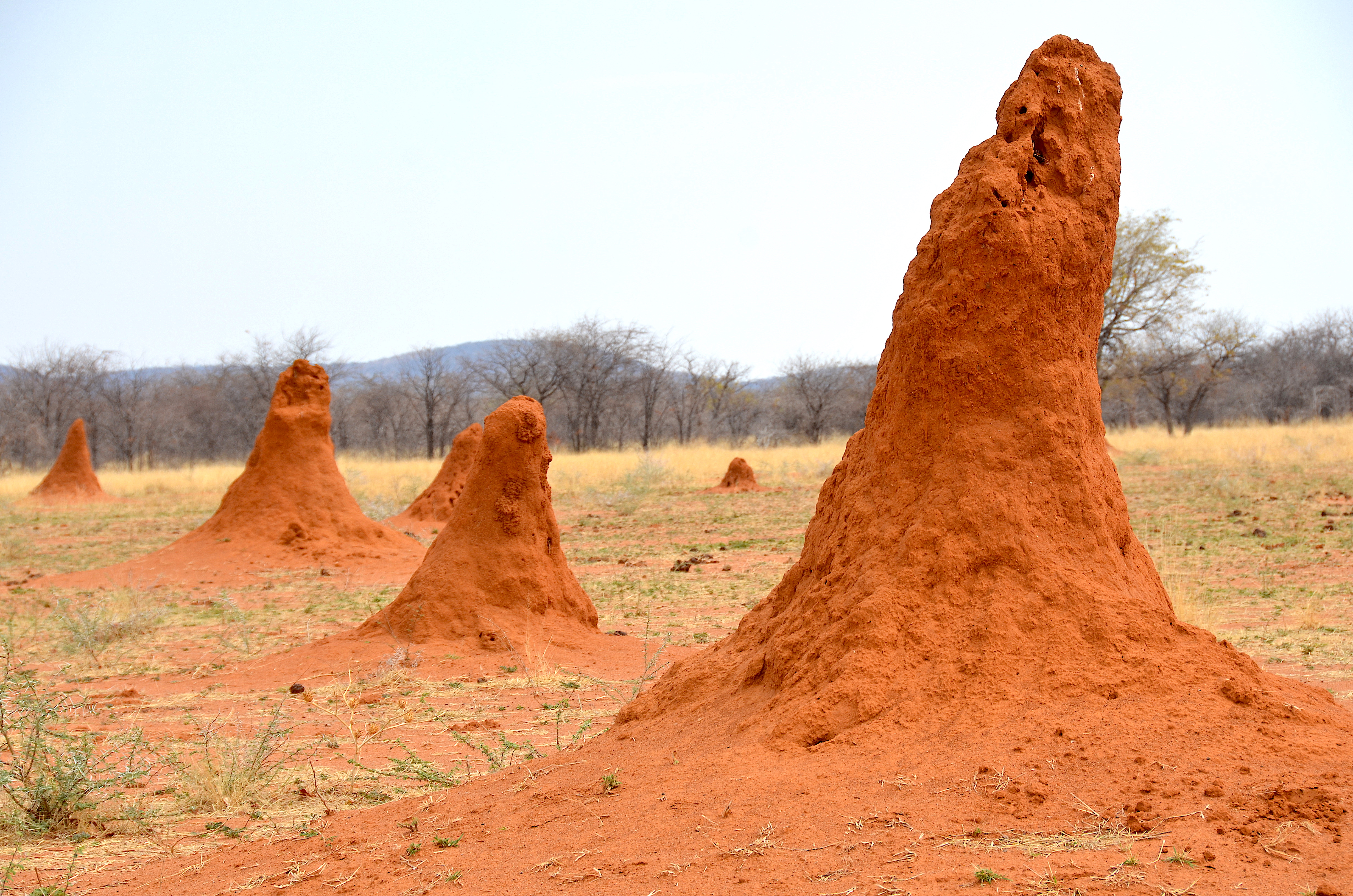
나미비아의 흰개미 둔덕

### 피난관

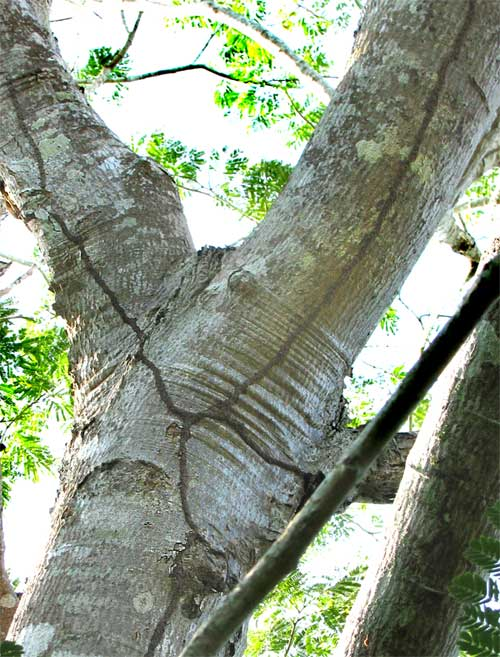
Nasutiterminae 흰개미가 나무 줄기에 지은 피난관은 둥지에서 숲바닥으로 통하는 길이 노출되는 것을 막는다.

흰개미들은 지면에서부터 흙관이라고도 불리는 피난관(shelter tube)을 짓는다. 피난관은 관을 지을 수 있는 어떤 구조물에서든 발견될 수 있다. 흰개미들은 습도가 좀 더 높은 밤에 관을 짓는데, 흰개미를 호시탐탐 노리는 개미와 같은 포식자로부터 흰개미를 보호하는 역할을 한다. 피난관은 습도가 높고 어두운 환경을 제공하며, 다른 방식으로는 접근할 수 없는 먹이에 접근할 수 있도록 한다. 이러한 보행로는 토양과 배설물로 만들어지며, 보통 갈색을 띈다. 피난관의 크기는 이용가능한 먹이의 양에 좌우된다. 폭은 1cm 미만에서 수 cm에 이를 수 있지만, 길이는 수십 미터에 이를 수 있다.

## 사람과의 관계

### 해충

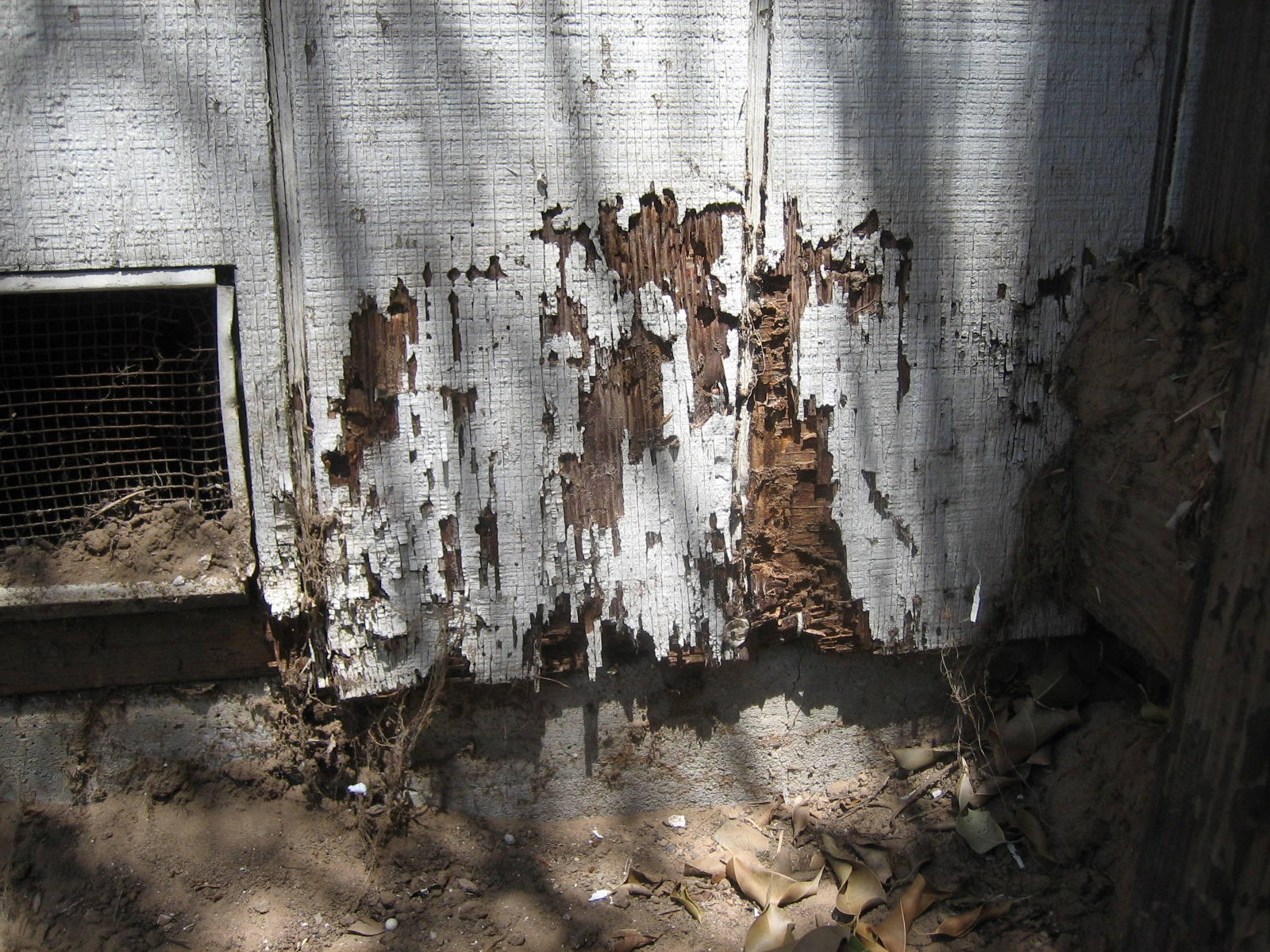
흰개미가 외부 구조에 입힌 손상

흰개미의 수많은 종류가 나무를 먹는 식성 때문에 보호되지 않은 목재 건물, 구조물에 심각한 손상을 입힐 수 있다. 흰개미는 밖으로 나돌아다니지 않는 습관이 있기 때문에, 흰개미의 존재를 눈치채지 못하는 사이 목재에 심각한 수준의 손상을 입히며, 활동영역과 외부 환경 사이에 얇은 층을 남겨서 스스로를 은폐한다. 알려진 3,106종의 흰개미 중183종만이 목재 구조에 손상을 입히며, 그 중 83종은 심각한 수준으로 목재를 손상시킨다. 북아메리카에서는 아홉 종의 지중형 흰개미가 해충이다; 오스트레일리아에서는 16종이 생태적으로 영향을 끼친다; 인도아대륙에서는 26종이, 아프리카 열대 지방에서는 24종이 해충으로 여겨진다. 중앙아메리카와 서인도제도에서는 17종의 해충이 있다. 흰개미의 수많은 속들 중에서 Coptotermesthr 에 속한 해충이 제일 많아, 28종이 목재에 손상을 초래한다고 알려져 있다. 건조목 흰개미들 중 해충의 숫자는 10%도 안 되지만 열대, 아열대 등등의 지역에서 목재 구조물과 가구를 갉아먹는다. 습윤목 흰개미는 강우나 토양에 노출된 목재만 공격한다.
건조목 흰개미들은 온화한 기후에서 번창하며, 인류 문명이 번창하면서 세계적으로 주고받는 상품, 콘테이너, 선박을 통해 세계 각지에 퍼져 집을 침략하게 되었다. 흰개미 군체는 추운 지방에 위치한 따뜻한 건물 안에서 번창하게 된다. 어떤 흰개미들은 침입종으로 여겨진다. 세계에서 제일 널리 전파된 흰개미 침입종으로 여겨지는 Cryptotermes brevis는 서인도제도에서 오스트레일리아에 이르는 모든 섬에 전파되었다.

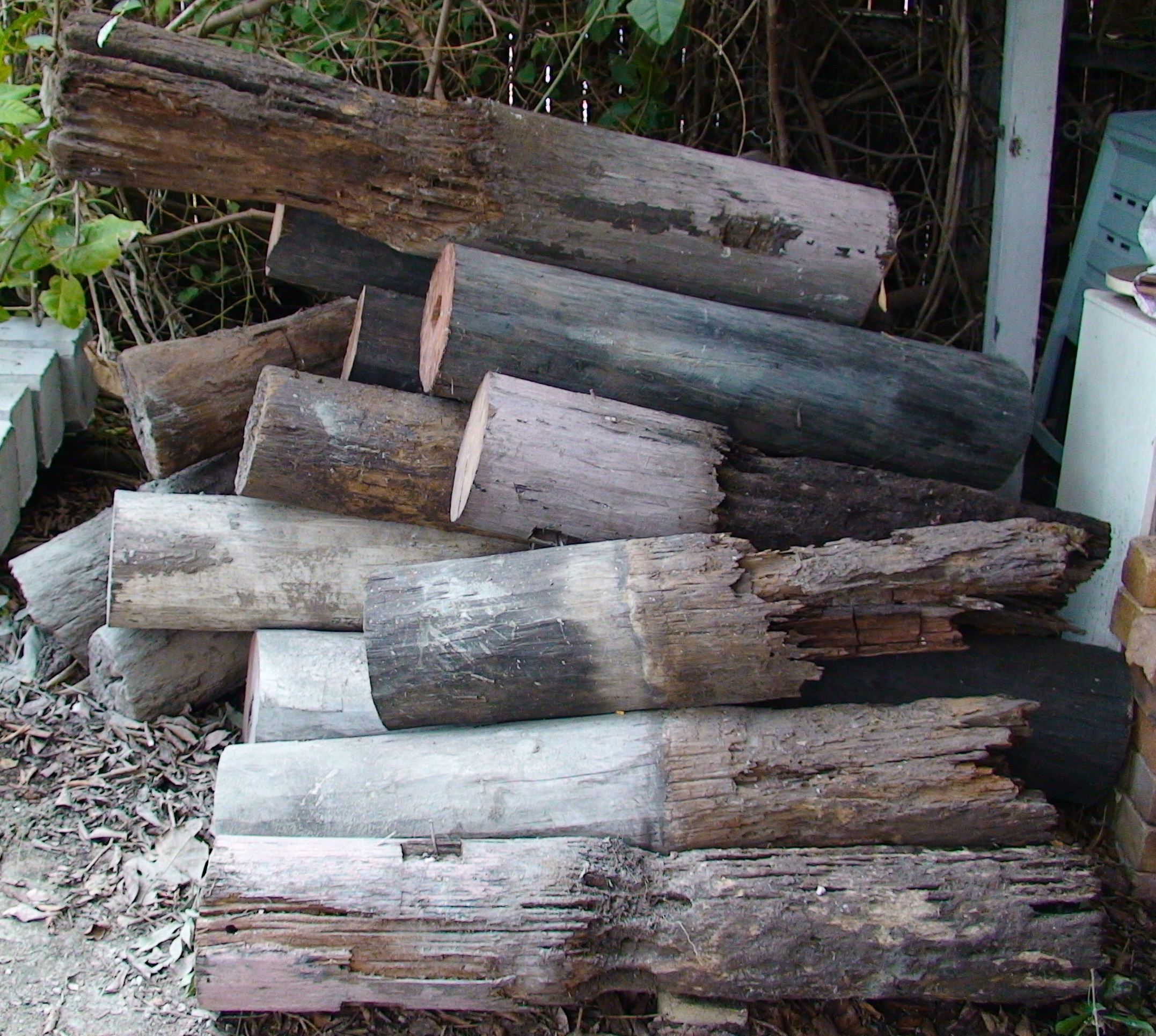
흰개미가 나무집의 통나무에 입힌 손상

흰개미는 식량으로 쓰이는 농작물에도 손상을 끼칠 수 있다. 흰개미는 손상에 대한 저항력이 낮은 나무들을 공격할 수는 있지만, 보통 빨리 자라는 식물들은 먹이로 삼지 않는다. 대부분의 공격은 수확 시기에 이루어진다; 농작물과 나무는 건기에 공격당한다.
흰개미가 목재 구조를 갉아먹어서 미국 남서부에서만 해마다 대략 15억 달러의 손실이 발생하며, 전세계가 감내하는 비용은 측정할 수도 없다. 흰개미가 일으키는 손해의 대부분은 건재형 흰개미 때문이다.
흰개미의 개체수를 더욱 잘 조절하기 위해, 흰개미의 움직임을 추적하기 위한 다양한 방법들이 개발되어왔다. 토끼나 닭에서 추출한 추적단백질로서 면역글로불린 G(IgG)가 포함된 미끼를 뿌리는 것도 초창기에 개발된 방법이다. 실험 장소에서 채집한 흰개미는 토끼IgG에 대한 검정을 사용하여 토끼IgG 표식을 확인하여 테스트할 수 있다. 좀더 최근에 개발된, 더 싼 방식에는 흰자, 우유, 두유의 단백질을 흰개미들한테 흩뿌려서 추적하는 것도 있다. 이러한 단백질을 몸에 품고 있는 흰개미들은 특정 단백질에 반응하는 ELISA 테스트를 이용해 추적할 수 있다.

### 음식

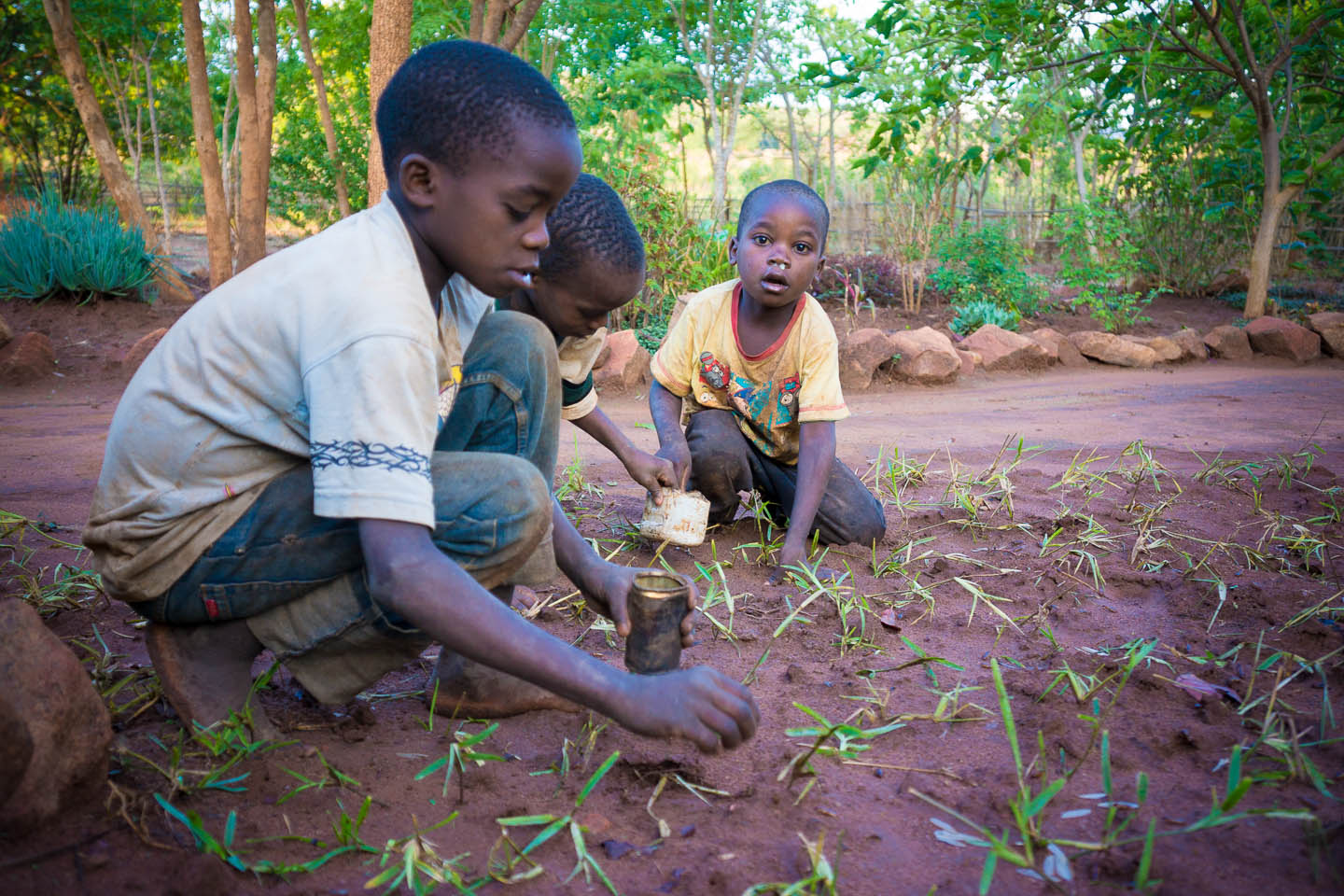
날아다니는 흰개미를 채집하는 모잠비크의 야오 부족 소년들

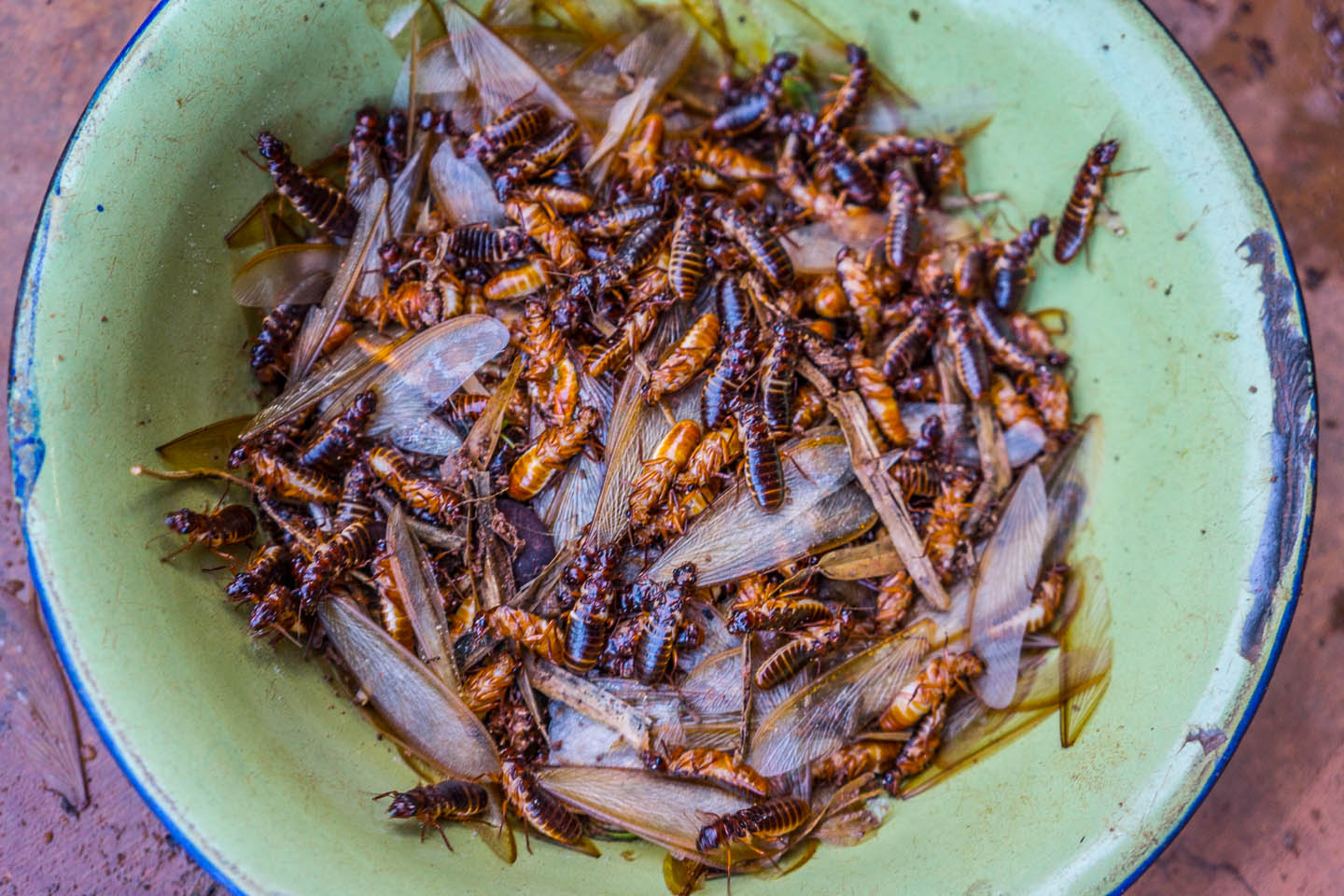
이 유시충들은 우기 초반의 어느 날 지면의 둥지에서 밖으로 기어나올 때 채집되었다.

43종의 흰개미가 식량, 사료로 쓰여진다. 흰개미는 영양결핍이 흔한 개발도상국에서 특히 중요한데, 흰개미에 풍부하게 포함된 단백질이 식단의 영양 균형을 개선하는 데 도움을 주기 때문이다. 흰개미는 세계적으로 다양한 지역에서 소비되지만, 선진국에서는 최근에서야 인기가 높아졌다.
세계의 다양한 문화권에 속한 사람들이 흰개미를 소비한다. 아프리카에서는 유시충이 원주민들의 주된 식단 중 하나다. 부족들마다 흰개미를 모으거나 하는 방식은 제각각이다; 때로는 몇몇 종들의 병정개미를 모으기도 한다. 여왕개미는 얻기 힘든 진미로 여겨진다. 흰개미의 유시충은 단백질, 지방 함량이 적절하며 영양이 풍부하고, 요리되면 맛이 견과류와 비슷하여 맛있다고 여겨진다.
유시충은 우기가 시작될 무렵에 채집할 수 있다. 유시충은 결혼비행 시기에 빛을 향해 날아드는 습성이 있으므로, 둥지에 램프를 설치한 다음 달라붙은 유시충을 수집한다. 날개는 키질과 비슷한 기술로 제거한다. 유시충은 뜨거운 판 위에 살짝 굽거나 바삭바삭해질 때까지 튀기는 게 제일 맛있다. 보통 몸에 충분한 양의 지방을 함유하기 때문에 기름을 쓸 필요는 없다. 흰개미는 보통 가축이 말랐고, 부족의 경작물이 아직 다 자라지 않았거나 수확할 것이 없을 때, 또는 이전에 수확하여 저장한 음식이 모자랄 때 음식이 된다.
아시아, 아메리카 대륙의 지역주민, 원주민들도 흰개미를 먹는다. 오스트레일리아 원주민은 흰개미를 먹을 수 있다는 것을 알고 있지만 굶주릴 때조차 입에 대지 않는다. 그 이유는 수수께끼다. 흰개미 둔덕은 케냐, 탄자니아, 잠비아, 짐바브웨, 남아프리카 등등의 많은 나라들에서 토양 섭취(토식)를 할 때 주요 식단이 된다. 연구자들은 흰개미는 사람이 먹기에 적합하며, 특히 우주농업에 적절하다고 말하는데, 단백질 함량이 높으며 먹을 수 없는 쓰레기를 사람이 먹을 수 있는 것으로 전환할 수 있기 때문이다.

### 흰개미와 농경

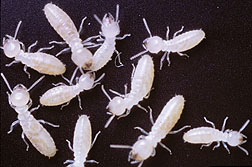
과학자들은 움직임을 쫒을 수 있는 단백질을 사용하여 흰개미들의 움직임을 추적하는 더욱 실용적인 방식을 개발해왔다.

흰개미는 특히 농작물의 손실이 심각한 수준으로 치달을 수 있는 동아프리카와 북아시아에서 주요 농업해충으로 분류될 수 있다. 아프리카에서 농작물의 손실은 적게는 3%에서 많게는 100%에 달할 수 있다. 농업에 있어 흰개미의 이점은, 흰개미가 이곳저곳에 굴을 판 토양에서는, 수분 흡수 능력이 크게 향상되어 유출되는 빗물과 생물교란을 통한 지속적인 토양 침식을 줄이는 데 도움이 된다는 것이다. 남아메리카에서는 유칼립투스, 밭벼, 설탕수수와 같은 재배된 식물은 이파리, 뿌리, 목질 조직을 공격하는 흰개미들에 의해 심각하게 손상될 수 있다. 흰개미는 카사바, 커피, 목화, 과실수, , 땅콩, 옥수수, 채소 등등의 다른 식물들도 갉아먹을 수있다. 둔덕은 농부가 농업기계를 조작하는 것을 어렵게 만들어, 농경 활동을 방해하여 농부들이 싫어하지만, 보통 이로 인해 생산량이 줄어들지는 않는다. 흰개미는 수확량을 증가시키고 토양을 비옥하게 만들어서 농경에 도움을 줄 수 있다. 흰개미와 개미는 경작물의 그루터기만 남아있는 갈지 않은 토지를 다시 점령할 수 있으며, 둥지를 건설할 때 토양을 비옥하게 한다. 토지에 둥지가 존재하면 다량의 빗물을 빨아들일 수 있으며, 토양 내부의 질소 함량을 늘려 경작물의 성장에 이롭다.

### 흰개미와 과학, 기술
흰개미의 위장은 화석 연료를 더 깨끗하고 재생가능한 에너지 자원으로 대체하는 것을 목표로 하는 다양한 연구에 영감을 주었다. 흰개미는 종이 한 장으로 2리터의 수소를 생산할 수 있는 효율적인 생물반응기이다. 흰개미의  안에는 200종 가까이 되는 미생물들이 살아가며, 섭취한 나무와 식물에 갇혀있던 수소를 배출한다. 리그노셀룰로오스 중합체는 흰개미 위장 속의 알려지지 않은 효소의 반응을 통해 설탕으로 분해되며 수소를 방출한다. 내장 속의 박테리아는 설탕과 수소를 흰개미가 에너지를 얻는 데 사용하는 셀룰로오스의 아세트산 에스테르인 아세트산 셀룰로오스로 만들어낸다. 흰개미의 미생물의 Community DNA sequencing 은 대사경로에 대해 더 많은 것을 알기 위해 채택되었다. 유전공학을 이용하면, 목질 바이오매스를 생물반응기에 투입시켜 수소를 생산할 수 있을지도 모른다.
인간의 보조 없이 복잡한 구조물을 건설할 수 있는 자율로봇의 개발은 흰개미가 건설한 복잡한 둔덕에서 영감을 받았다. 이 로봇들은 독립적으로 일하며, tracked grid 위에서 스스로 움직일 수 있고, 벽돌을 타고 올라가거나 벽돌을 들어올릴 수 있다. 이러한 로봇은 미래에 화성에서 벌일 프로젝트나, 홍수를 방지하기 위한 제방을 건설하는 데 유용할 것이다.
흰개미는 거주하는 둔덕의 온도를 조절하기 위해 세련된 방식을 사용한다. 위에서 논했듯이, 호주의 컴퍼스흰개미의 둔덕의 형태와 방향은 낮 동안 내부 온도를 최적화하도록 만들어졌다. 둔덕이 뜨거워지면, 태양열 굴뚝 효과(굴뚝 효과)는 둔덕 내부에 상승기류를 만들어낸다. 흰개미탑의 꼭대기를 가로질러 부는 바람은 둔덕 내부에 흐르는 공기의 순환을 향상시키며, 둔덕 측면에도 환기구가 있다. 태양열 굴뚝 효과는 중동과 근동에서 수 세기 동안 사용되었고, 유럽에서는 로마가 사용했다. 하지만 기후 기술들이 현대적인 건축에 통합된 것은 상대적으로 최근의 일이다. 특히 아프리카에서는 굴뚝 효과는 현대적인 건물에 자연 통풍과 수동 냉각을 제공하기 위한 인기있는 수단이 되어왔다.

### 인류문화와 흰개미

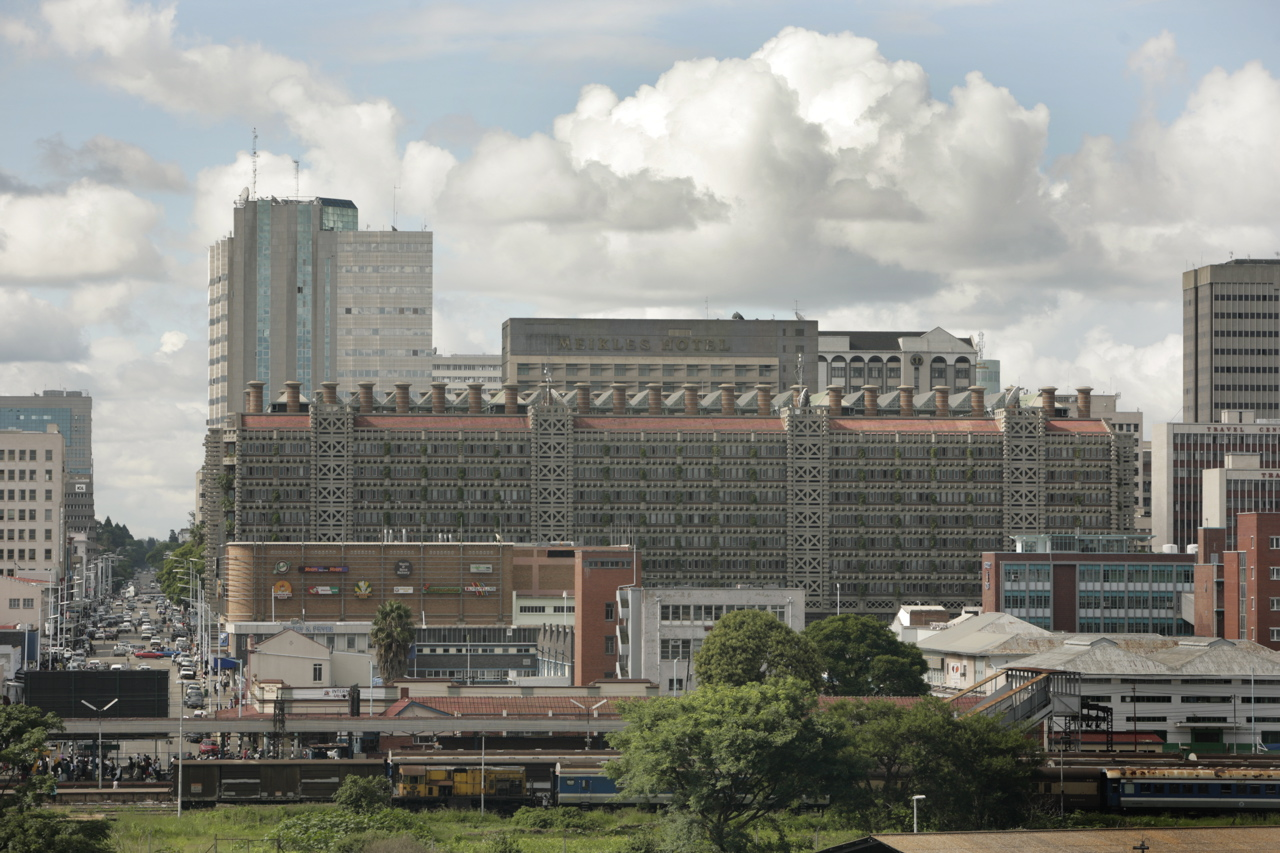
분홍색의 이스트게이트 센터

이스트게이트 센터(:en:Eastgate Centre, Harare)는 짐바브웨 하라레의 쇼핑몰 겸 사무실 건물이다. 이 건물을 설계한 건축가 믹 피어스(:en:Mick Pearce)는 근방에 서식하는 흰개미의 집에서 영감을 받아 수동냉각(:en:Passive cooling) 기법을 적용했다. 이는 흰개미한테 영감을 받은 냉각기술을 대규모 건물에 적용한 최초의 사례로서 국제적인 관심을 이끌어냈다. 이밖에도 동아프리카 가톨릭대학교의 학습 자원 센터, 호주 멜버른에 지어진 시의회 청사 2가 흰개미의 기술을 응용하였다.
흰개미를 보유하는 동물원은 드문데, 흰개미를 안에 가두기가 힘들며 규제기관이 잠재적인 해충의 사육을 쉽사리 허용하지 않기 때문이다. 이러한 어려움을 감수하는 몇몇 동물원 중 하나인 스위스의 바젤 동물원은 두 개의 번창하는 사나운큰흰개미(:en:Macrotermes bellicosus)의 군체를 보유하고 있다 – 탈출 문제는 어린 유시충 흰개미들의 대량이주를 제외하면 일어나지 않는다. 2018년 10월에 수천 마리의 수컷 흰개미들이 밤마다 둥지에서 날아올라 죽었고, 그 시체가 전시관 주변의 바닥과 물웅덩이를 뒤덮었다.
아프리카의 몇몇 나라의 부족들은 흰개미를 토템삼으며, 따라서 부족원들은 알을 낳을 수 있는 유시충들을 먹지 않는다. 흰개미는 민간 의약품으로 널리 사용되었다. 천식, 기관지염, 애성, 독감, 축농증, 편도염, 재채기와 같은 질병과 좋지 않은 상태의 치료병으로 사용되었다. 나이지리아에서는 나이지리아큰흰개미(Macrotermes nigeriensis)가 영적인 방호와, 상처입고 아픈 임신한 여성에 대한 치유법으로 사용되었다. 동남아시아에서는 흰개미들은 의례 절차에 사용되었다. 말레이시아, 싱가포르, 태국에서는 흰개미 둔덕은 대개 사람들에게 숭배되었다. 버려진 둔덕은 영혼이 빚어낸 구조물이며, 지역의 수호자들이 그 안에 살아간다고 여겨졌다; 이는 케라마트, 다툭 콩으로 알려져있다. 도시에서는 주민들이 버려진 둔덕 위에 빨갛게 칠해진 shrine들을 올려두어, 건강과 안녕과 행운을 위해 기도한다.

## 각국의 흰개미

### 한국의 흰개미
한국에서 흰개미에 대한 기록과 방제 방법에 관한 내용은 조선 후기에 편찬된 《증보산림경제》와 《임원경제지》에서 소개된다. 한국에는 흰개미과의 흰개미(Reticulitermes speratus kyushuensis Morimoto, 1968)와 집흰개미(Coptotermes formosanus Shiraki, 1905), 칸몬흰개미(Reticuliternes kanmonensis) 그리고 마른나무흰개미과의 통짜흰개미(Glyptotermes nakajimai) 4종이 서식한다고 알려져 있다. 흰개미는 한국 전역에 분포하며 집흰개미는 부산과 진주 등 남해안과 가까운 부근에 , 칸몬흰개미는 금강 유역에, 통짜흰개미는 완도군 여서도에 극히 드물게 서식한다. 흰개미는 목조 문화재의 형태 변형을 발생시키는 치명적인 목재 가해 곤충이다. 흰개미의 가해가 끝난 목재를 횡으로 절단해보면 내부가 텅 비워져 있는 양상을 나타낸다. 만약 목조 건축물의 하중을 지탱하고 있는 기둥을 흰개미가 가해하였을 경우, 미리 알아채지 못하고 건조물 자체가 붕괴하는 경우가 발생할 수도 있다.

## 참고 문서
- 스티그머지
- 흰개미 방벽
- 목식성

## 메모
1. ↑  이 흰개미가 암컷인지 수컷인지는 알려지지 않았다. 이것이 암컷이라면, 체장은 성숙한 뒤에는 25밀리미터보다 훨씬 길어질 것이다.

### 인용 문헌
- Bignell, D.E.; Roisin, Y.; Lo, N. (2010). 《Biology of Termites: a Modern Synthesis》 1판. Dordrecht: Springer. ISBN 978-90-481-3977-4.
- Schmid-Hempel, P. (1998). 《Parasites in Social Insects》. New Jersey: Princeton University Press. ISBN 978-0-691-05924-2.